# ノベルティ建築

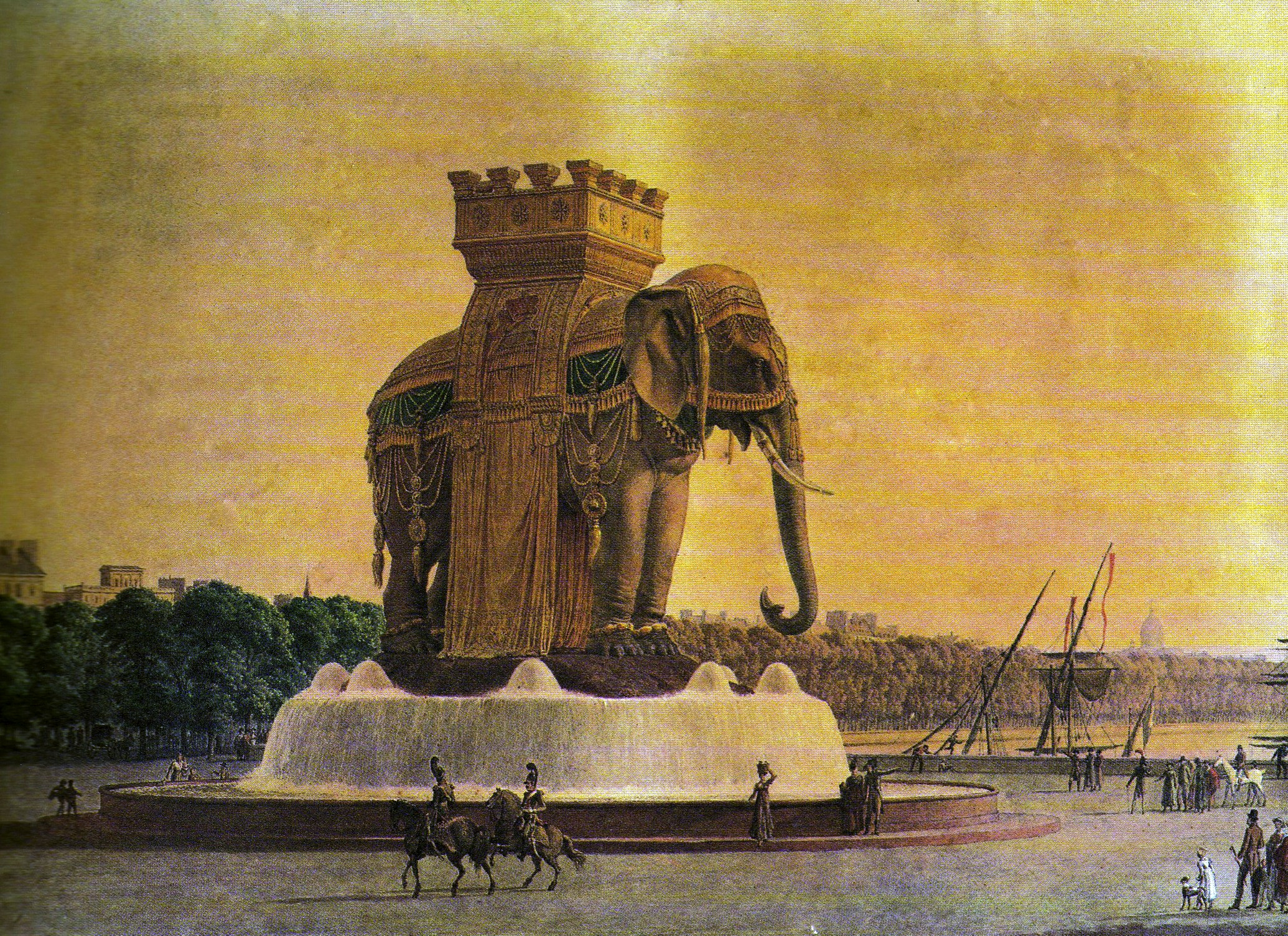
バスティーユの象、1813-1846年パリ

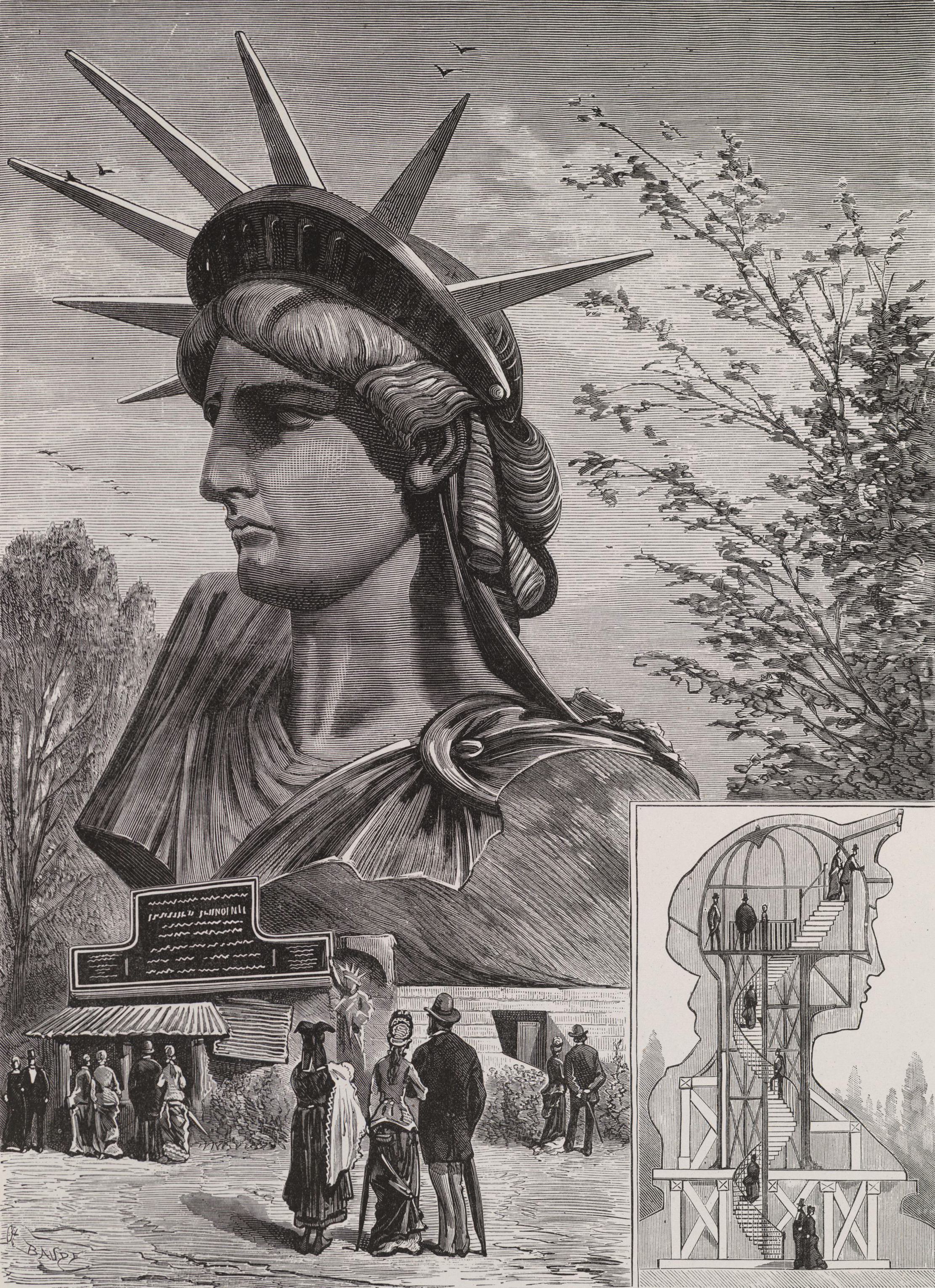
パリのシャン・ド・マルス公園にある自由の女神像の頭部（1879年）の設計図

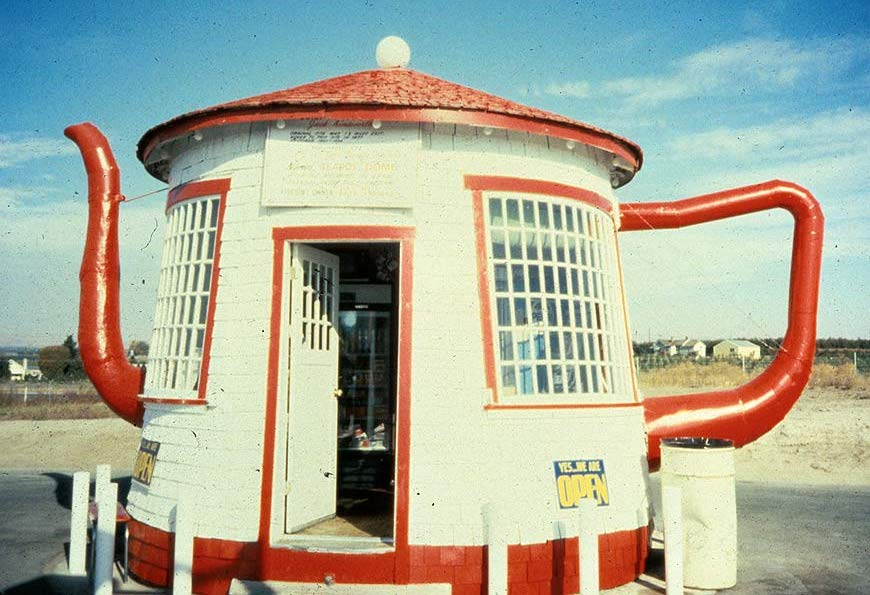
ワシントン州ジラのティーポット・ドーム・サービスステーション

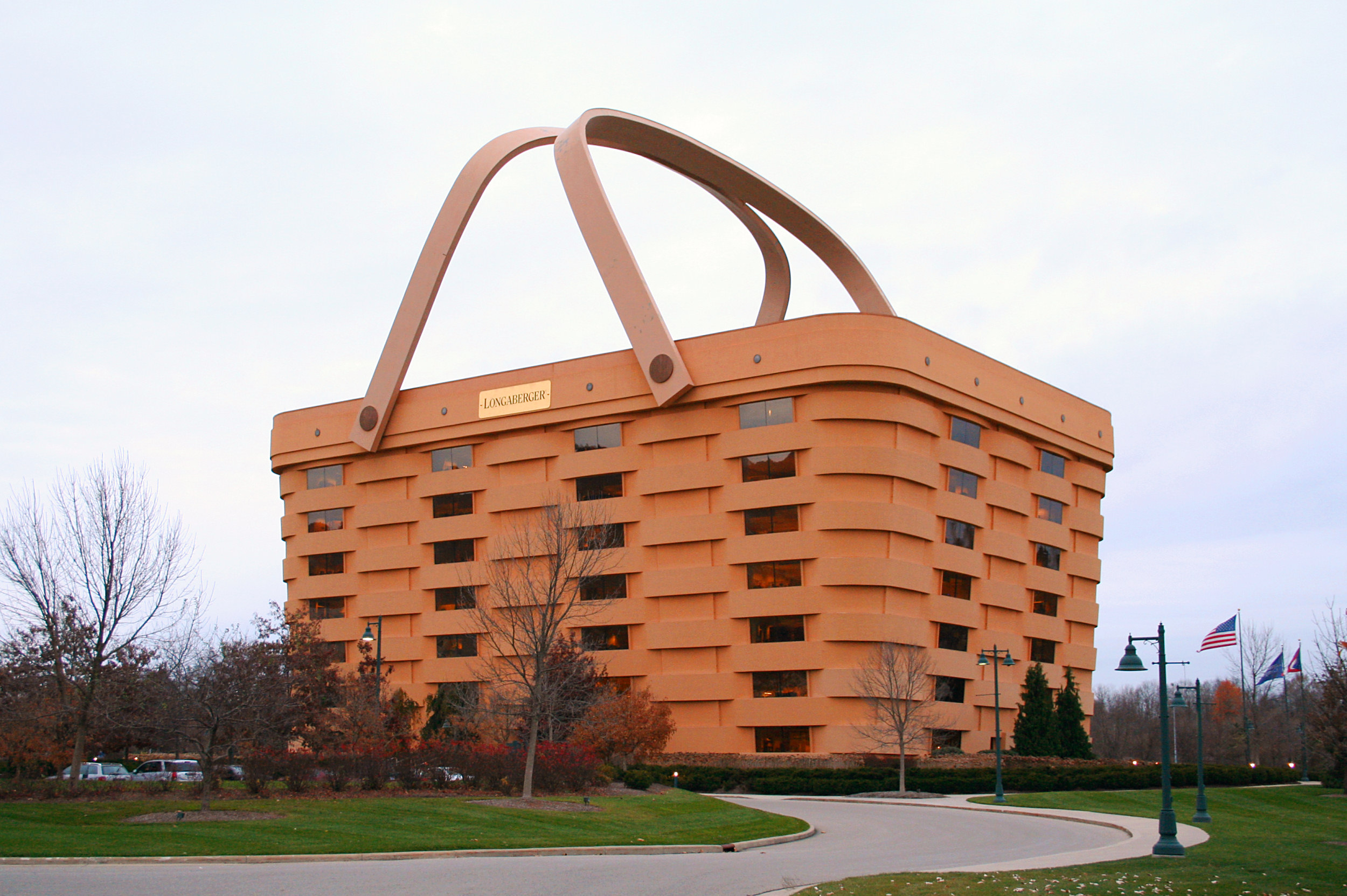
オハイオ州ニューアークにあるロンガバーガー本社

ノベルティ建築（ノベルティけんちく、Novelty architecture） とは、プログラマチック建築（programmatic architecture）や擬態建築（mimetic architecture）とも呼ばれ、広告目的や有名な建物を本物らしく再現する意図なしに模倣するなどの理由で、建築物やその他の構造物に風変わりな形状を与える建築様式の一種である。これらの建物はその大きさや新奇さから、しばしばランドマークとしての役割を果たす。フォリー建築とは異なり、ノベルティ建築は風変わりな形をしていても基本的には利用可能な建築物であるのに対し、フォリーは同様に頻繁に風変わりな形状をしているものの利用不可な純粋に装飾的な建物であることから区別される。

## 概要
計画されながら完成しなかったパリの「バスティーユの象」のような初期の例も存在するが、1930年代に自動車による観光旅行が増加するにつれて、この様式は一般的にアメリカ合衆国で普及し、後に他のいくつかの国にも波及した。ニューヨークの自由の女神像は、彫刻でありモニュメントでもある像で、その後の斬新な建築の多くの例と同様に、内部にアクセスできるようになっており、観光名所となった。
道路の近くに斬新な建築物を建てることは、ダイナーやコーヒーショップ、あるいはロードサイド・アトラクションにドライバーを惹きつける方法のひとつとなり、建物は変わった形、特にそこで売られているものの形で建てられた。こうして「擬態」建築がトレンドとなり、多くのロードサイドのカフェやコーヒーショップは巨大なコーヒーポットの形で建てられたり、ホットドッグスタンドは巨大なホットドッグの形で建てられていき、フルーツスタンドはオレンジや他のフルーツの形で建てられていった。「テイル・オー・ザ・パップ」はホットドッグの形をしたホットドッグスタンド、「ブラウンダービー」はダービーハットの形をしたレストラン、「バンドランズファーマシー」はすり鉢と杵の形をした薬局、「ビッグ・アップル・レストラン」と「Big Duck」はそれぞれ10.7メートル (35 ft)背の高いリンゴとアヒルの形をした鶏肉店（現在はギフトショップ）、という具合である。モントリオールには、1966年に高さ12mのオレンジ色の切り立った球体として建てられ（1945年に建てられた小さな球体に取って代わる）、現在も営業しているレストラン「ギボー・オレンジ・ジュレップ」がある。
このような斬新な、もしくはプログラマチック的な（模倣的な）建築は、キャラクター、動物、人物、日用品など、通常建築物とは結びつかないものの形をとることがある。「象のルーシー」やロンガバーガー社の本社社屋がその例である。建築物には、風刺画や漫画の要素が含まれていることもあり、巨大な動物、果物、野菜、あるいは有名な建物のレプリカは、それ自体がアトラクションとして機能することが多いが、単に変わった形をしていたり、珍しい素材で作られていたりするものもある。
こうして、ノベルティ建築の多くの例は、中で販売されている商品の形をとることでドライブ中の客を惹きつけるように造形されている。また、ラスベガスやマカオのカジノのように、世界中の有名なランドマークをモチーフにしたものもある。

## ギャラリー

### 世界各地の建物

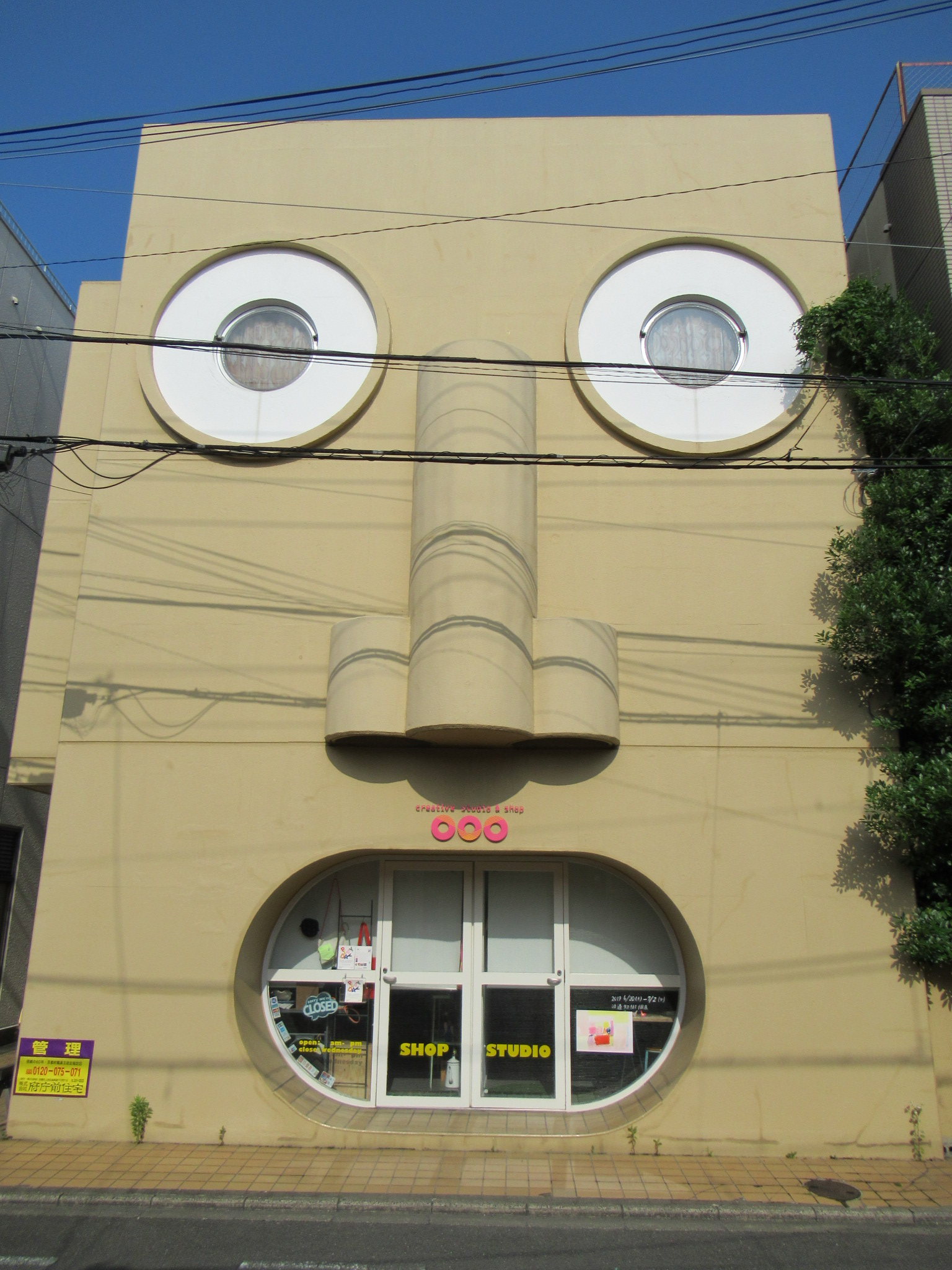
京都にあるフェイスハウス。
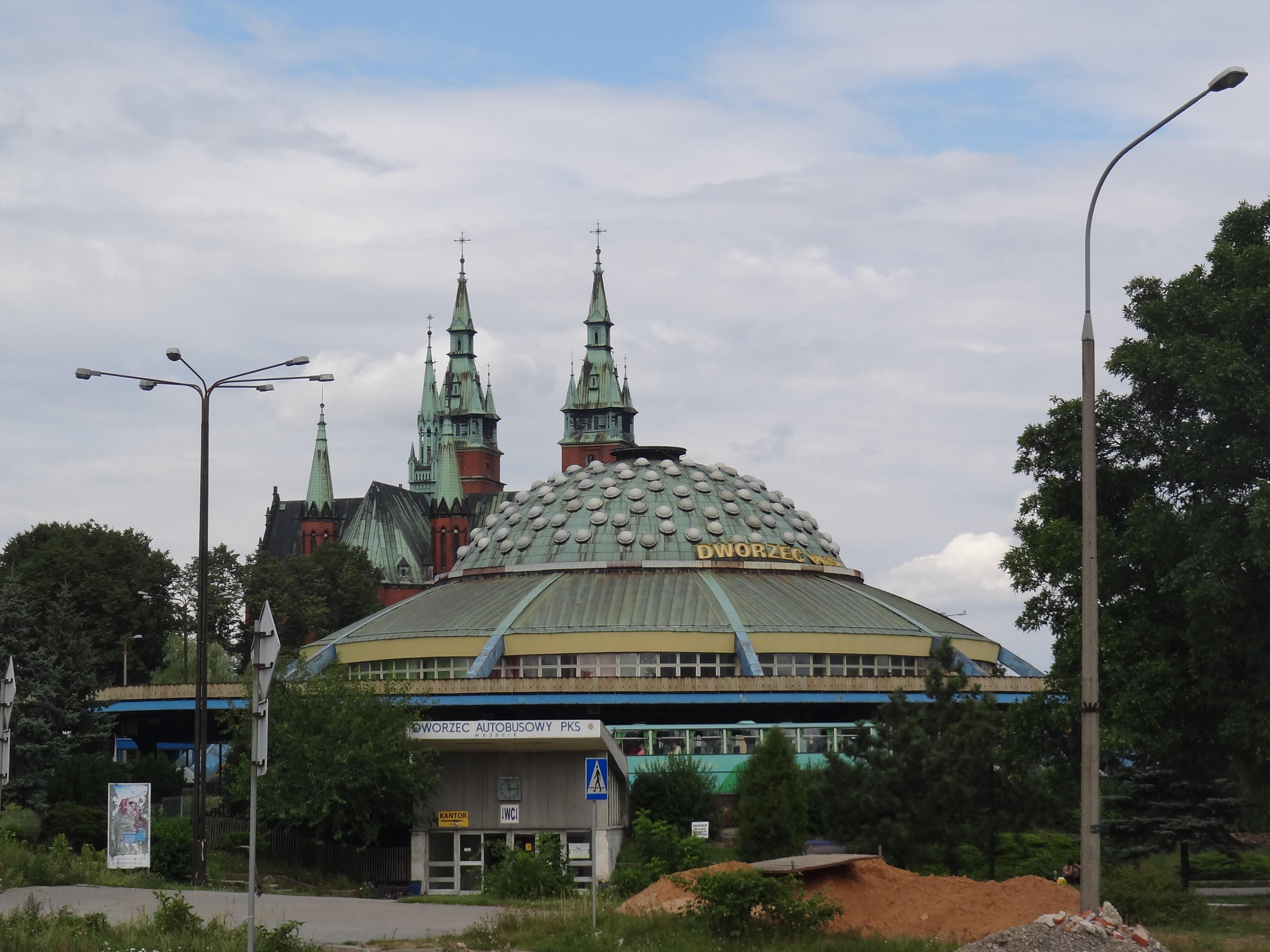
ポーランドキエルツェのUFO型バスターミナル(2012年)。
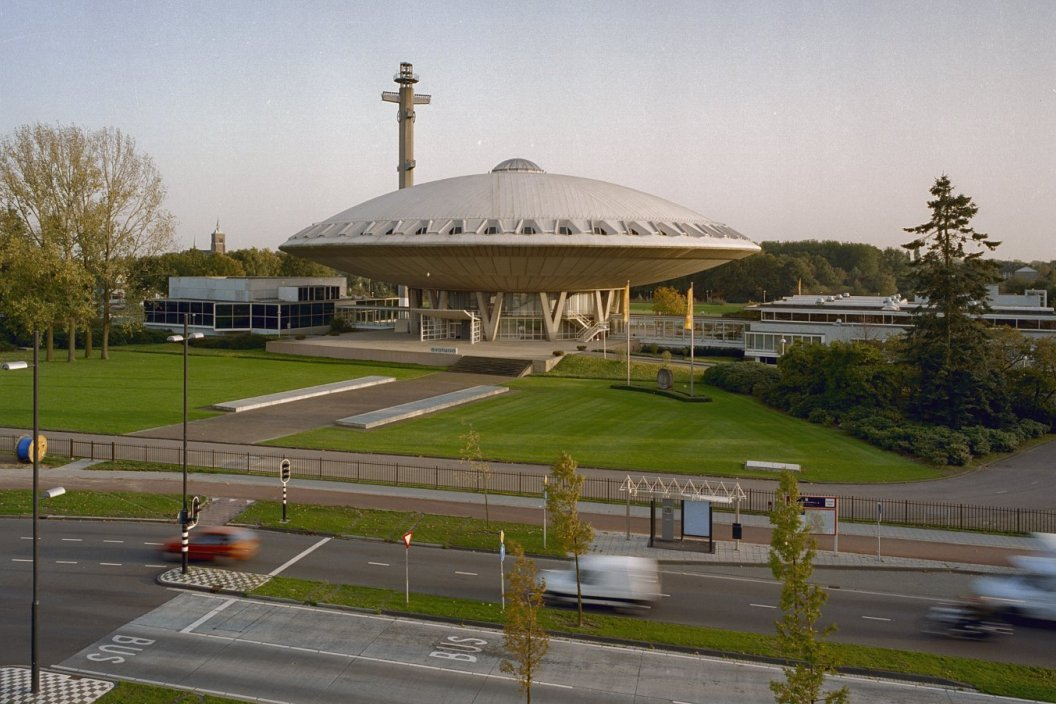
オランダ、アイントホーフェンのエフォルオン（英語版）。
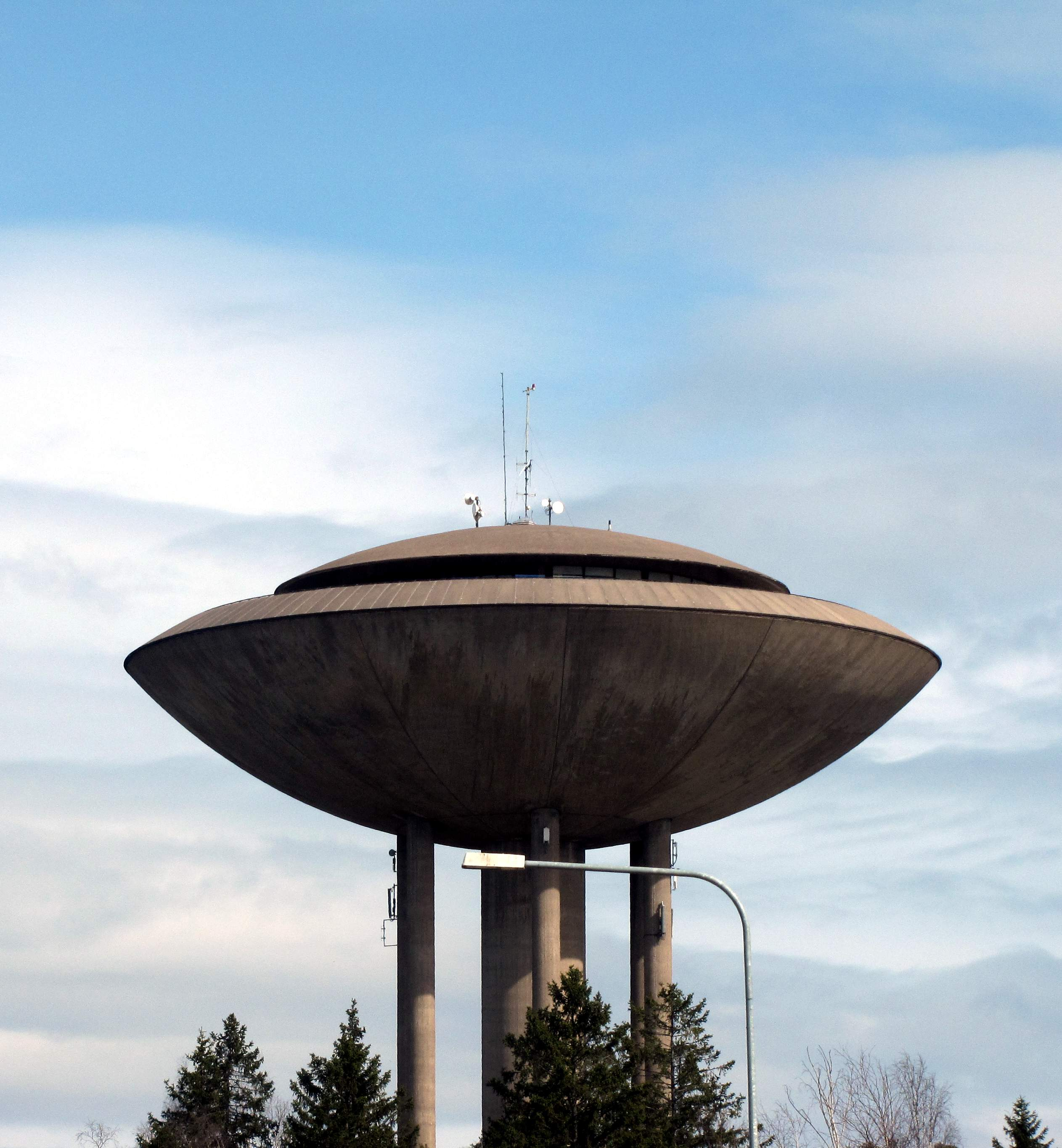
フィンランドのエスポーにあるハウキラハティ給水塔。
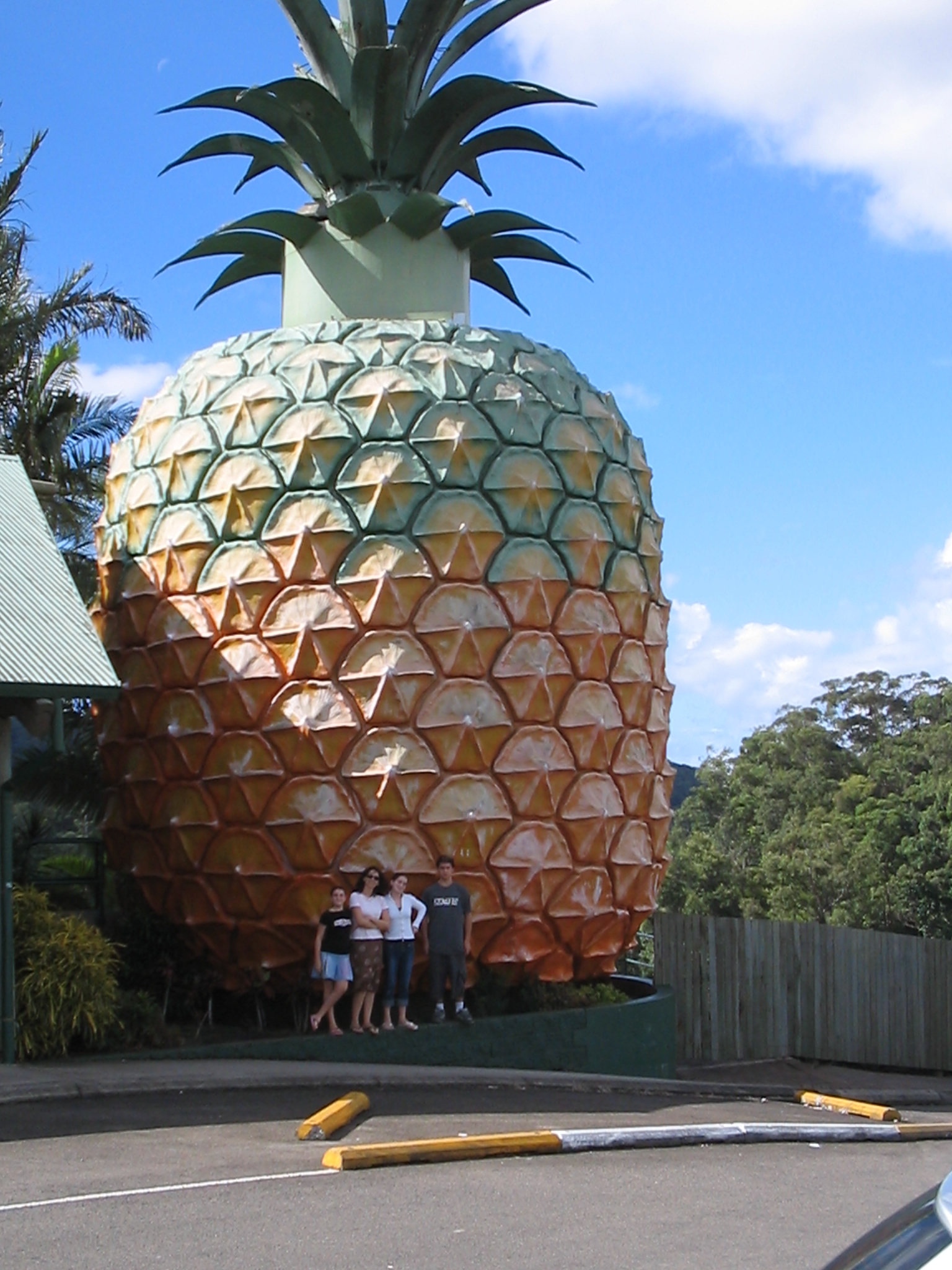
オーストラリアのナンブールのビッグ・パイナップル。
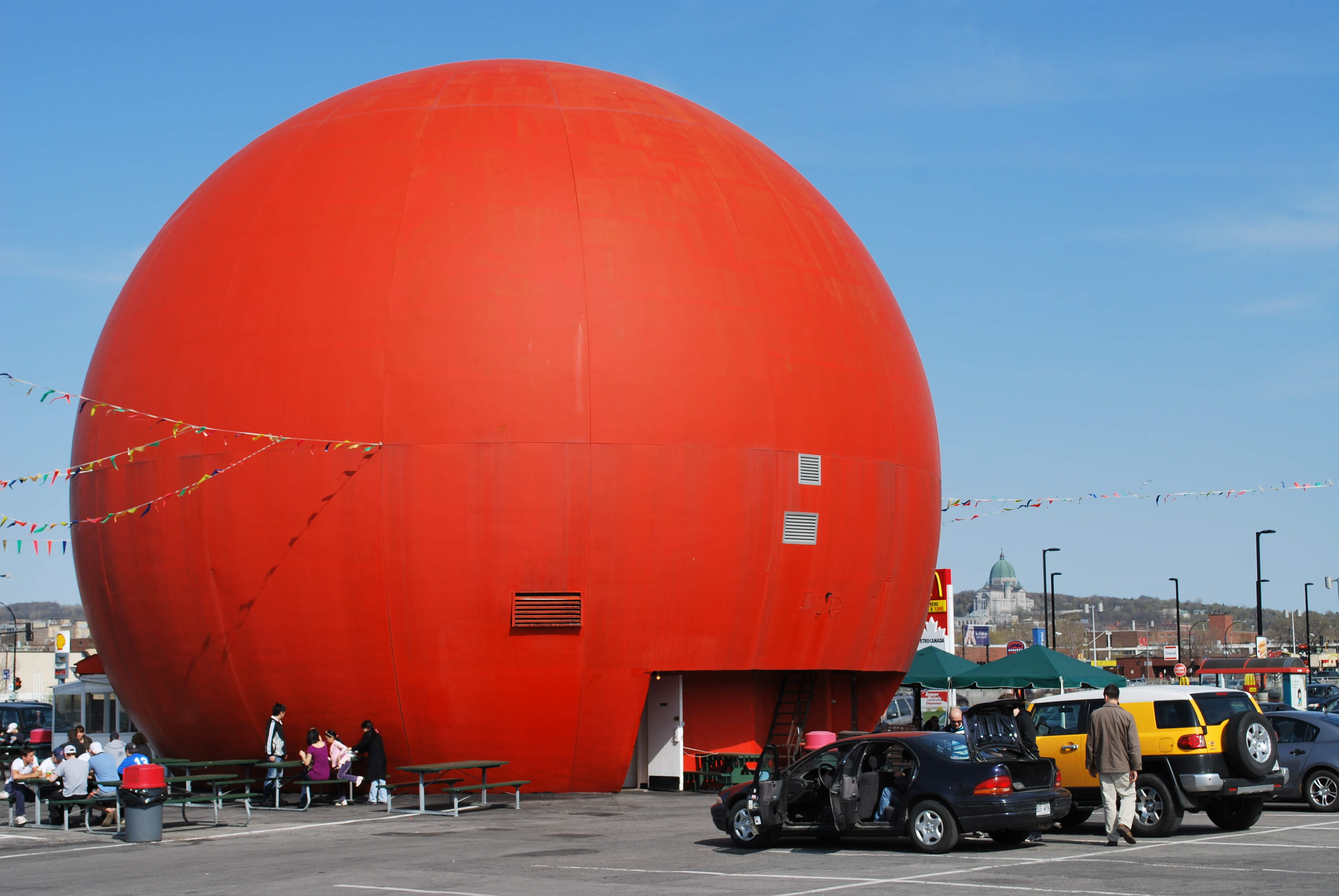
カナダ、ケベック州モントリオールのギボー・オレンジ・ジュレップ（英語版）。
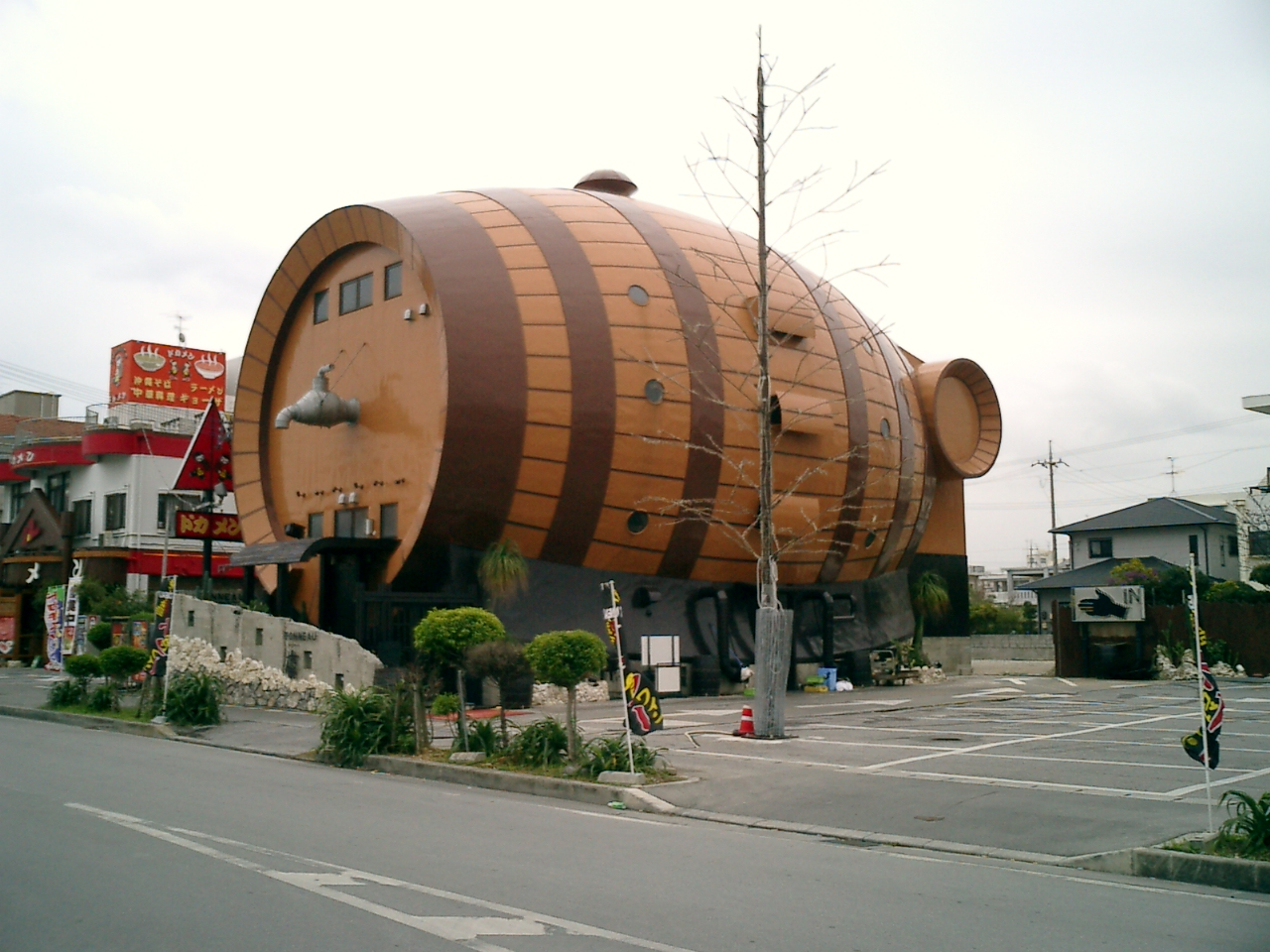
沖縄県沖縄市にある大きな樽型のビストロ＆バー。
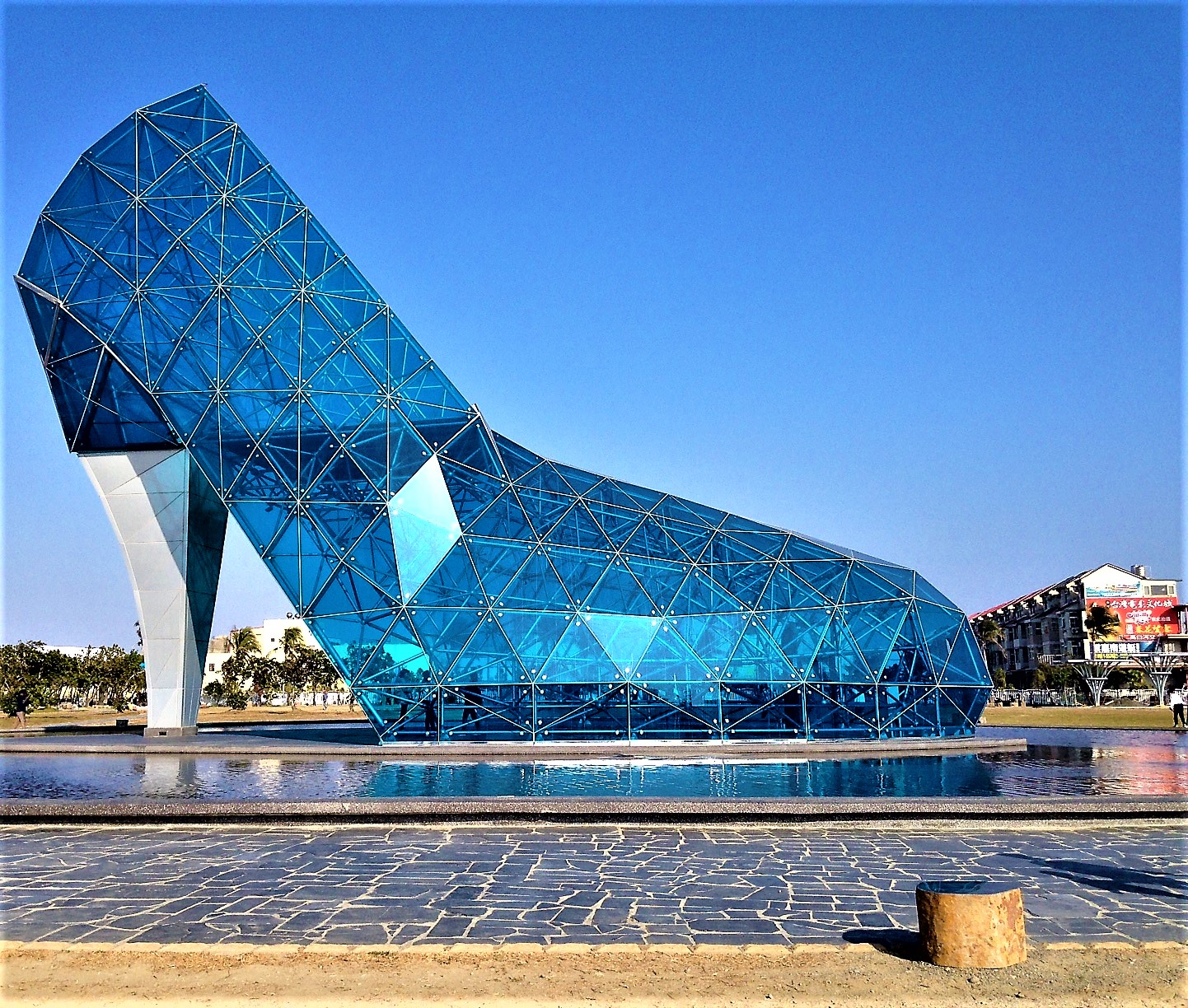
台湾の高跟鞋教堂。
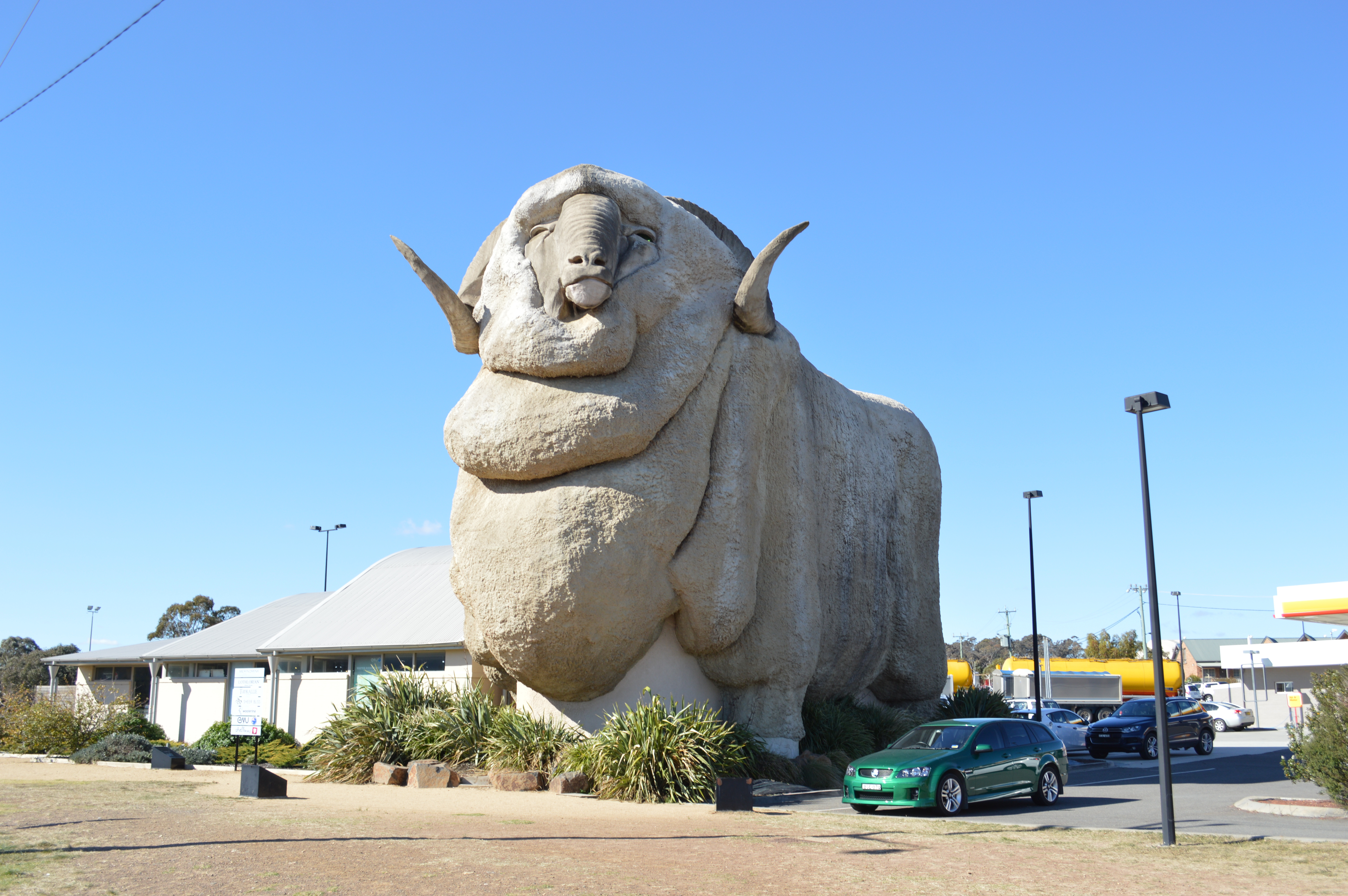
オーストラリア、ニューサウスウェールズ州ゴールバーンのビッグメリノ。
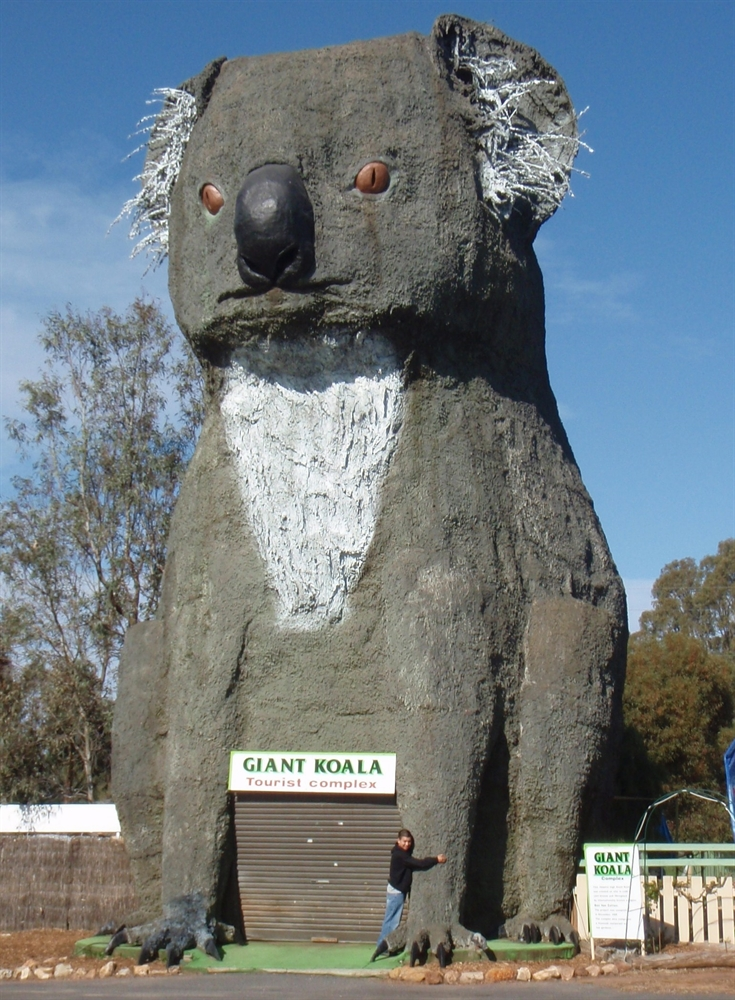
オーストラリア、ダッズウェルズ・ブリッジ（英語版）の巨大コアラ。
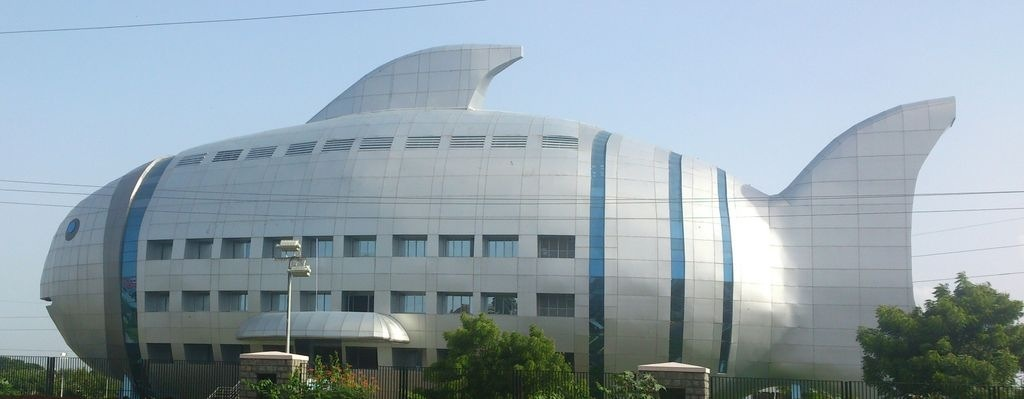
インド、ハイデラバードにある国家漁業開発局庁舎[5]。
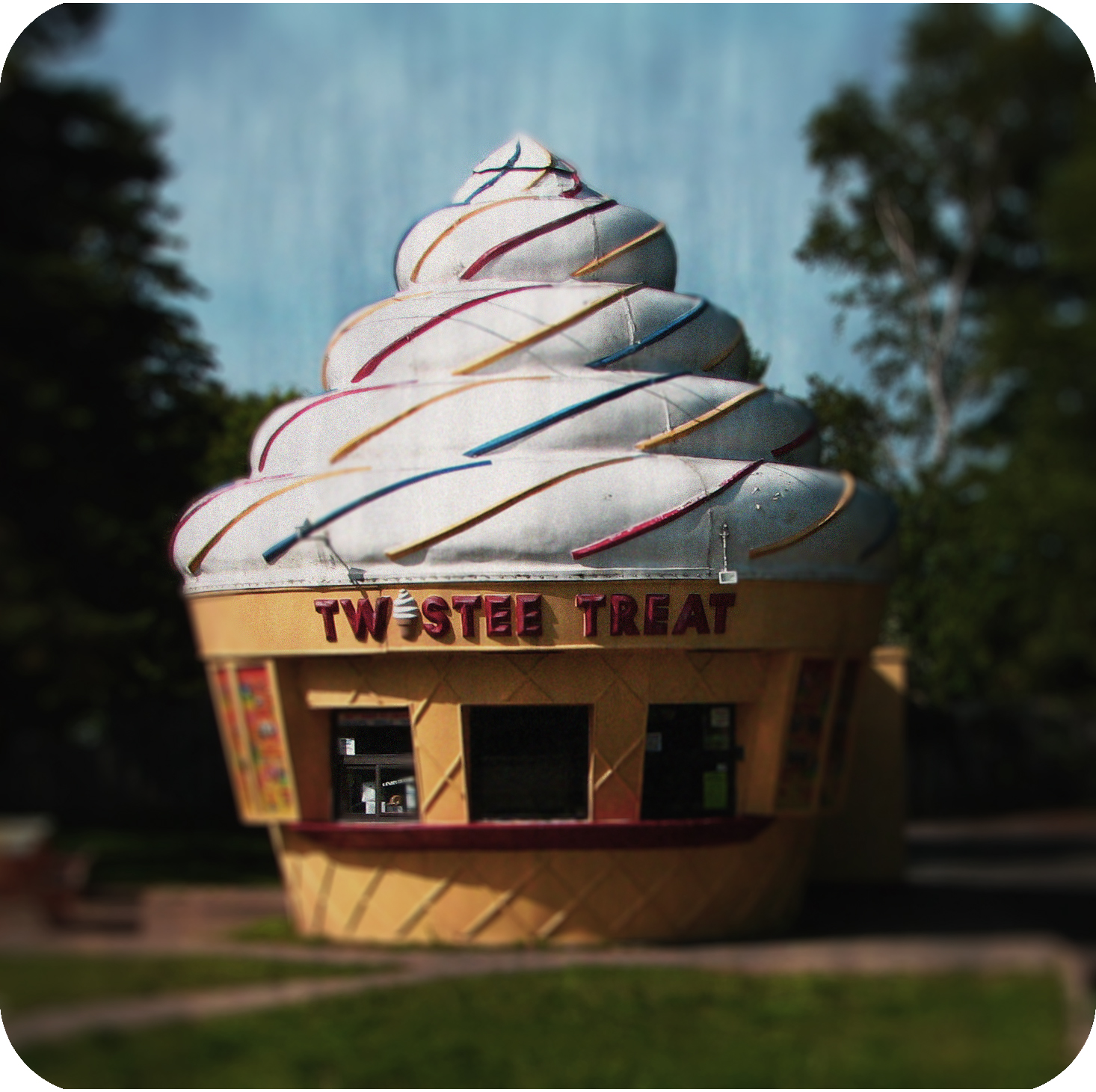
カナダのオンタリオ州ミンデンにあるトゥイスティートリート（英語版）レストラン。
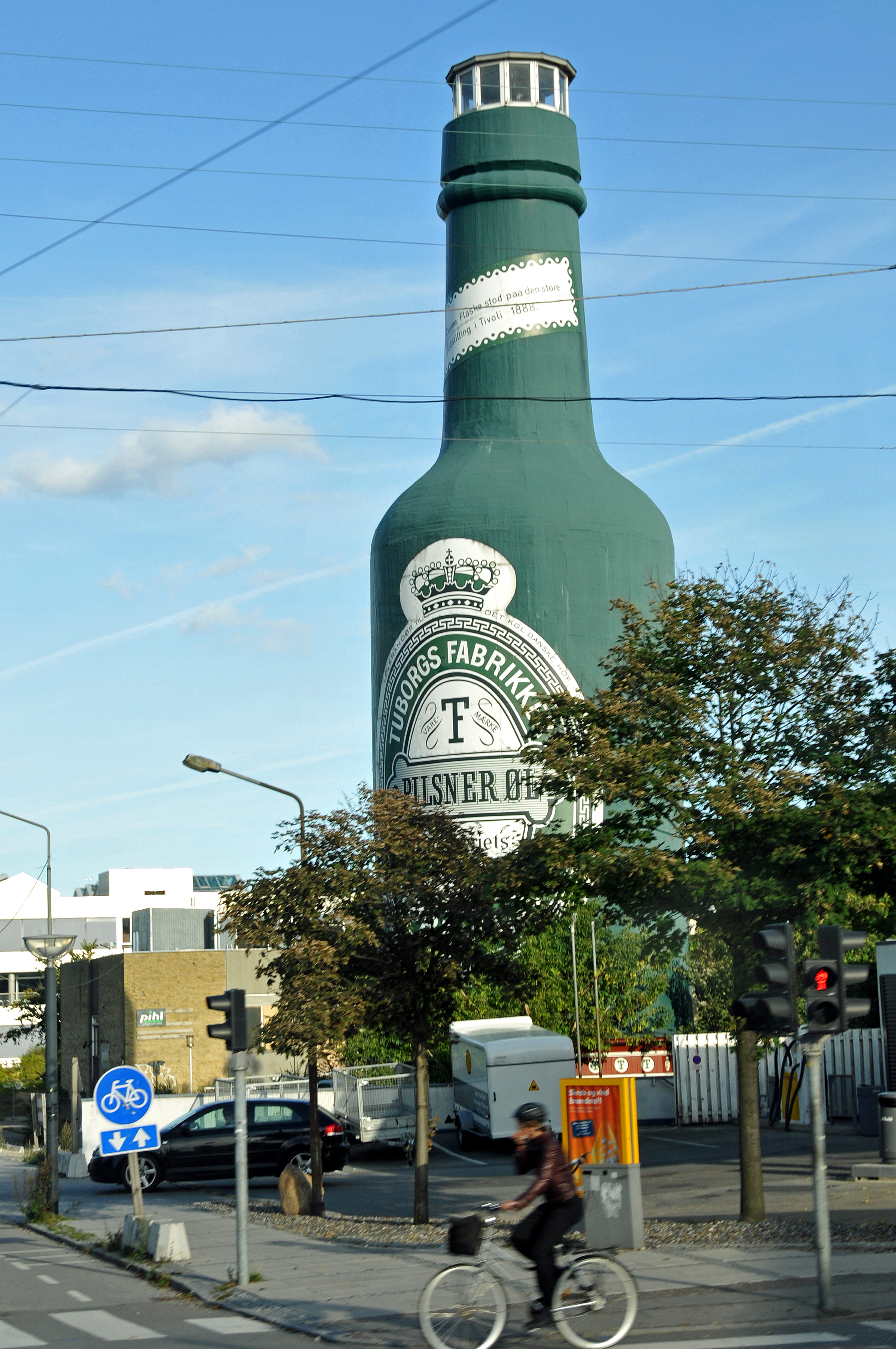
デンマークのコペンハーゲンにあるTuborgボトル。
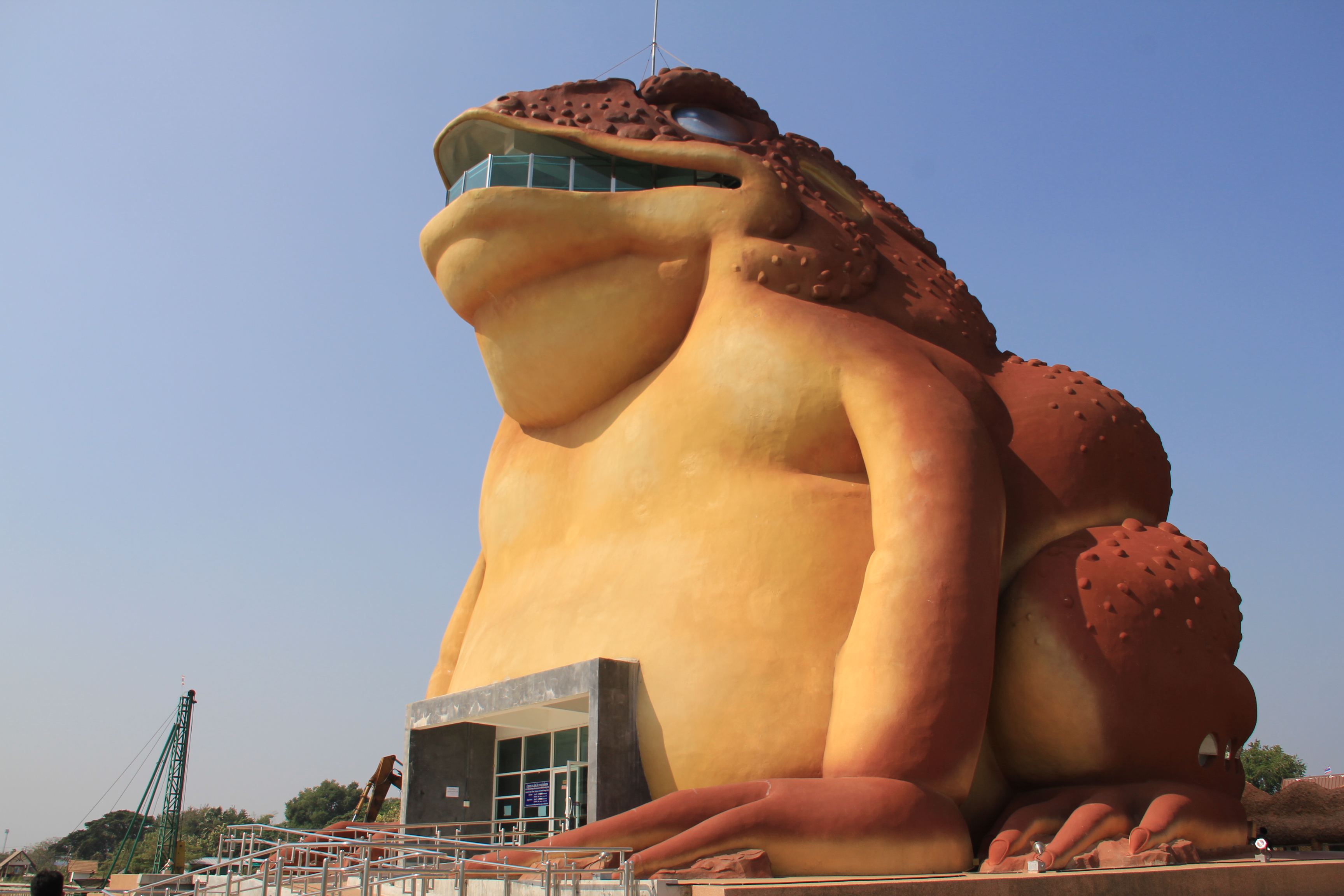
タイのヤソトンにある博物館。
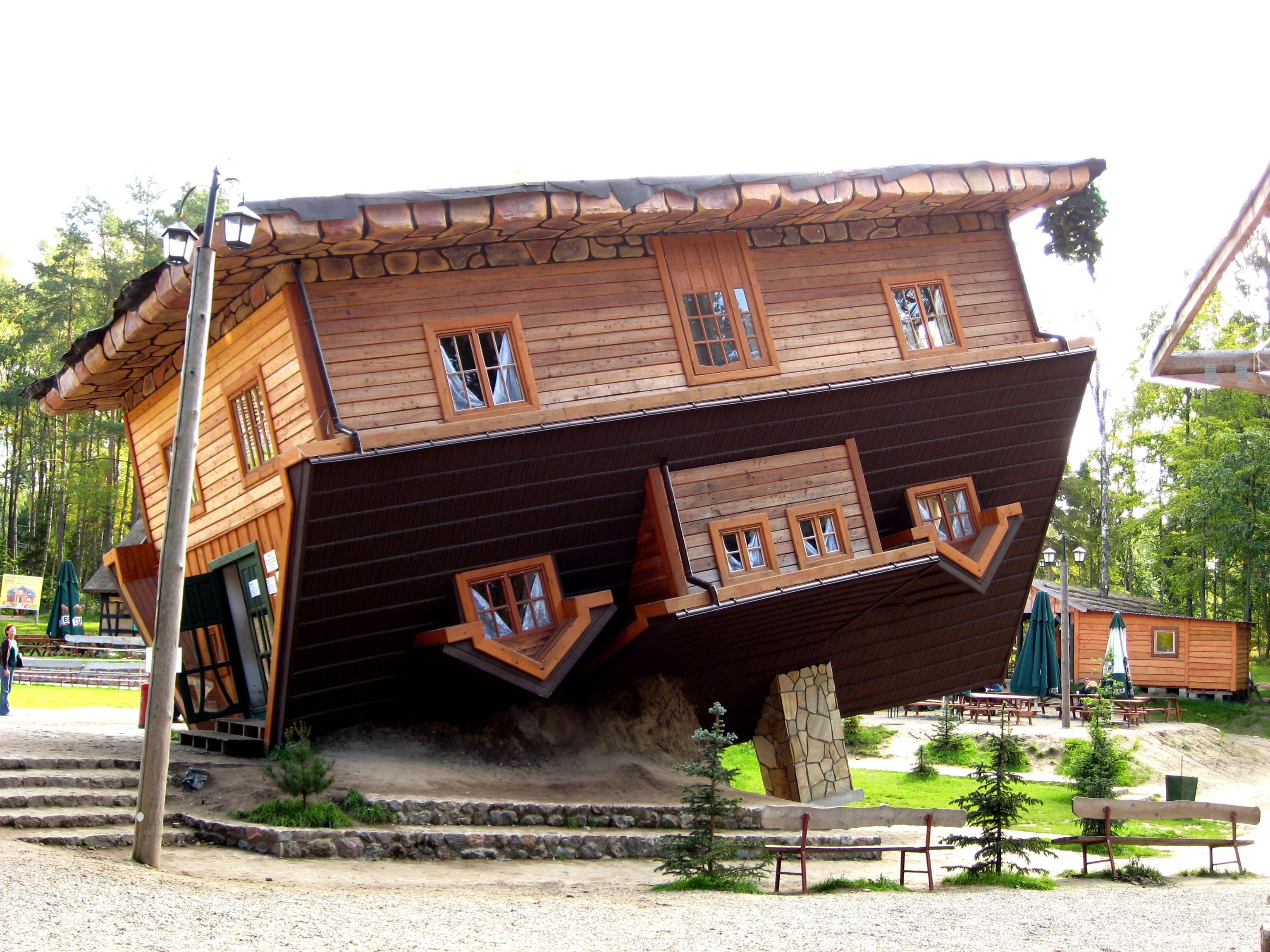
ポーランド、Szymbarkにある逆さまの家。
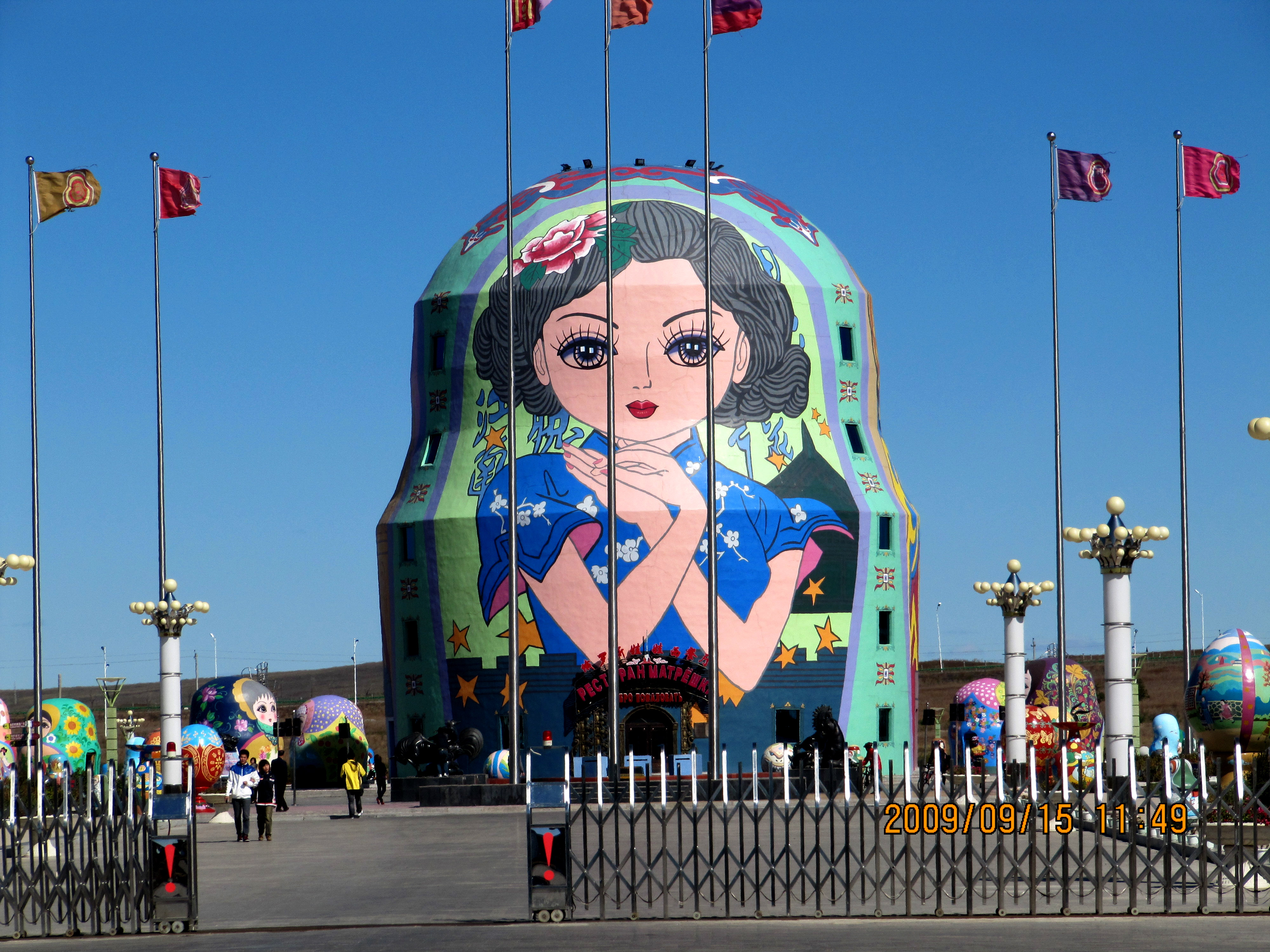
中国内モンゴル自治区満洲里市のマトリョーシカ・ホテル[6]。
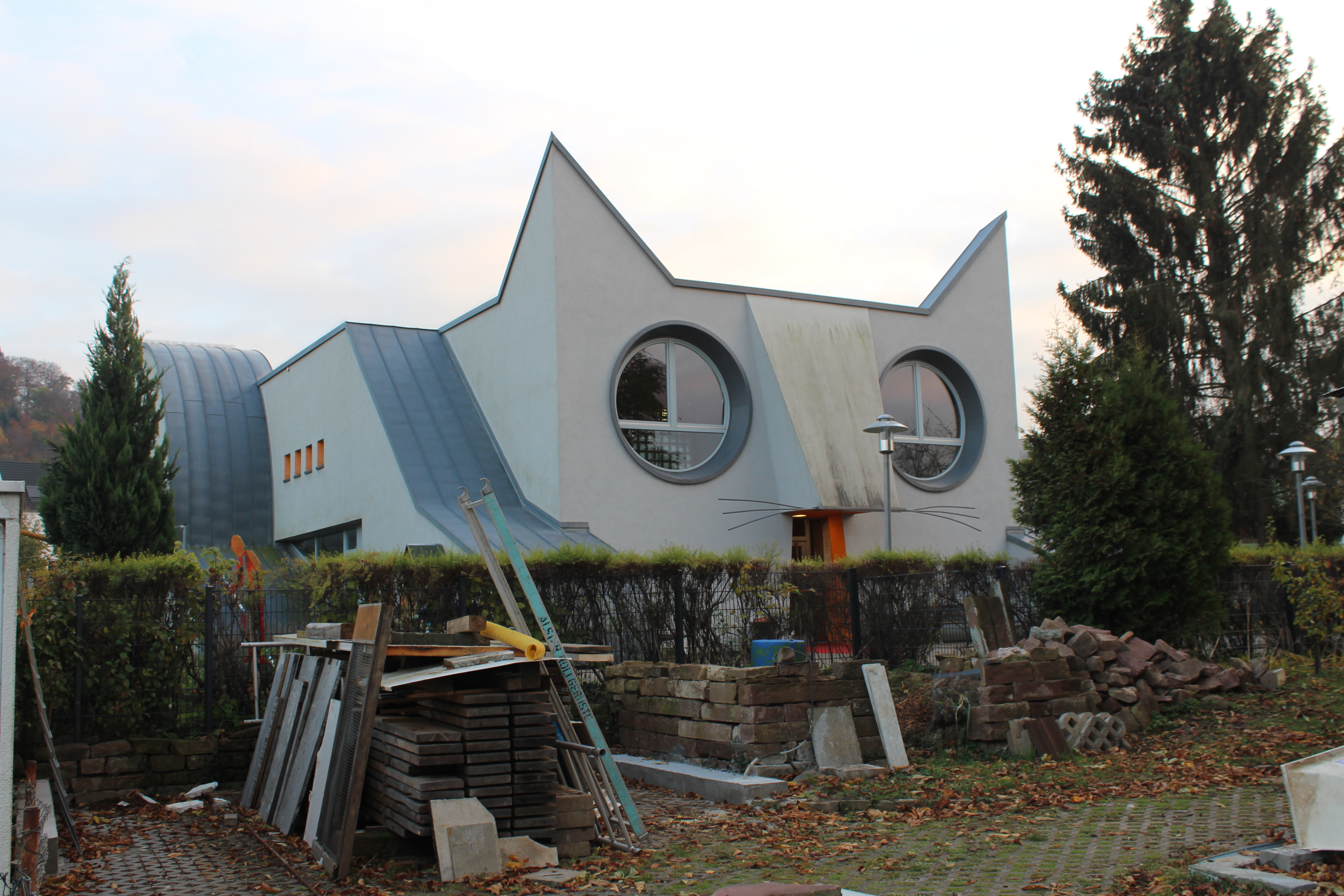
ドイツのカールスルーエ近郊のヴォルフアーツヴァイアー（英語版）にあるヴォルフアーツヴァイアー幼稚園。

#### アメリカの建築物

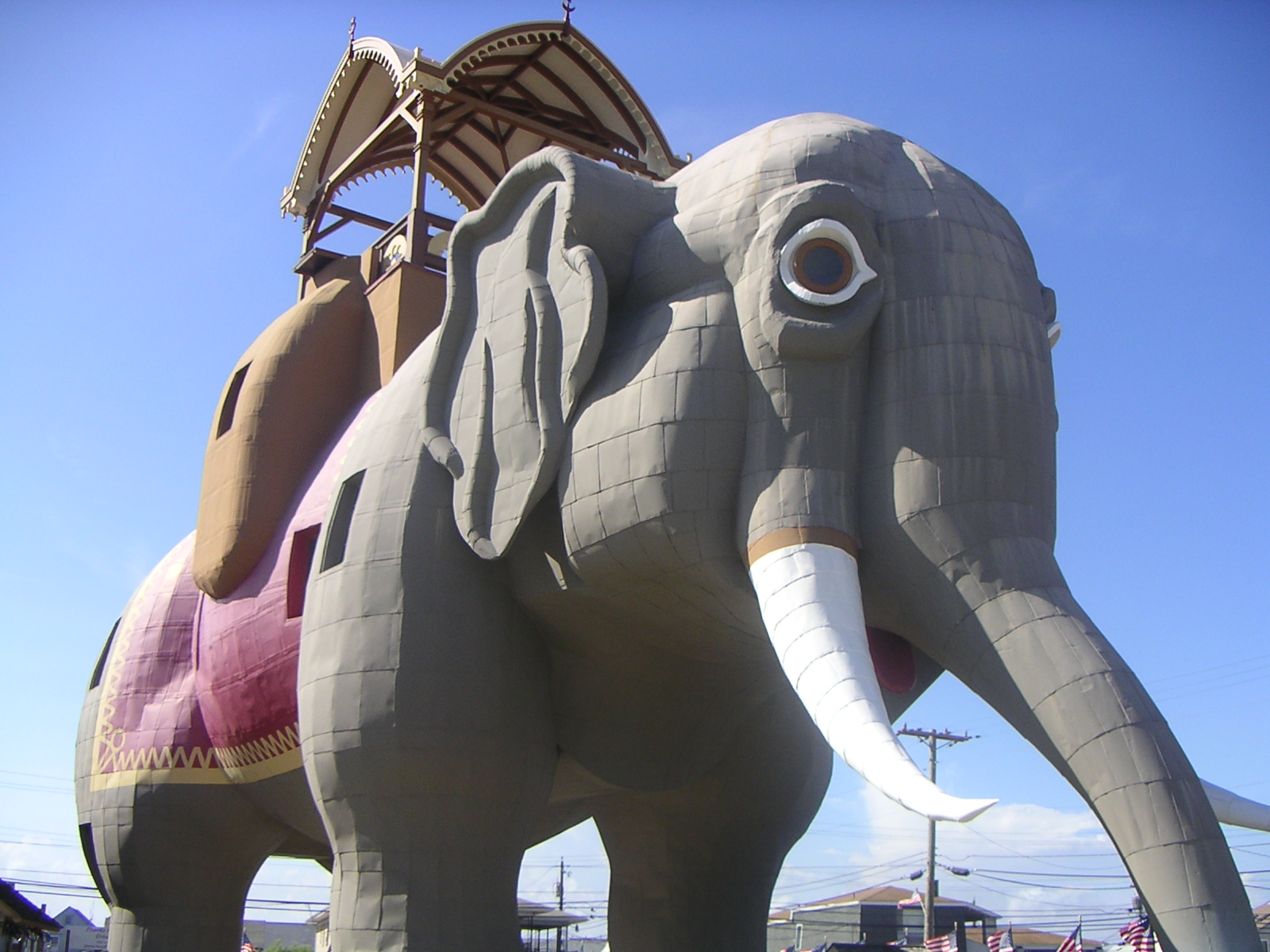
ニュージャージー州マーゲイト・シティの『象のルーシー』（1881年）
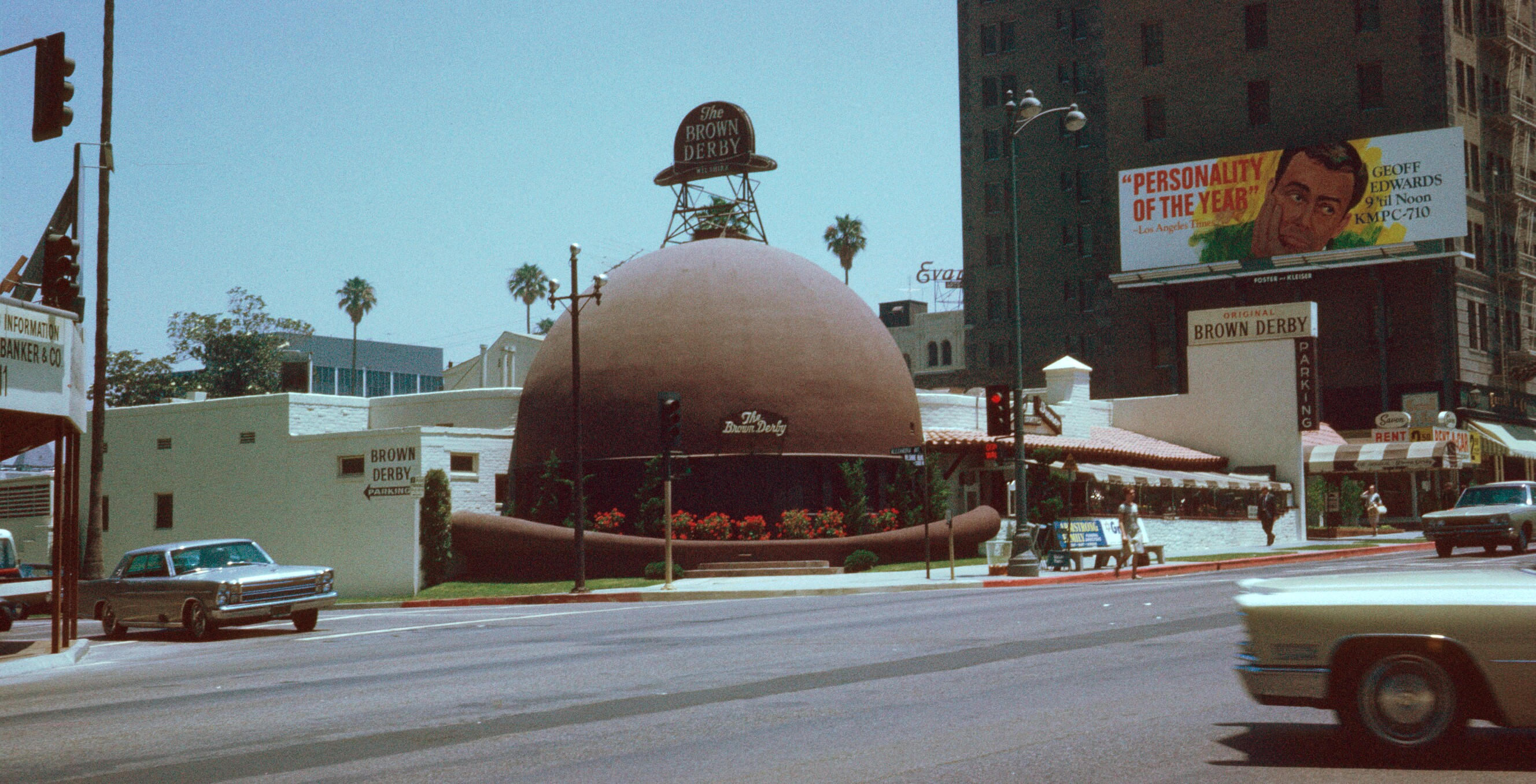
カリフォルニア州ロサンゼルスにあるオリジナルのブラウンダービー（英語版）（1926年）
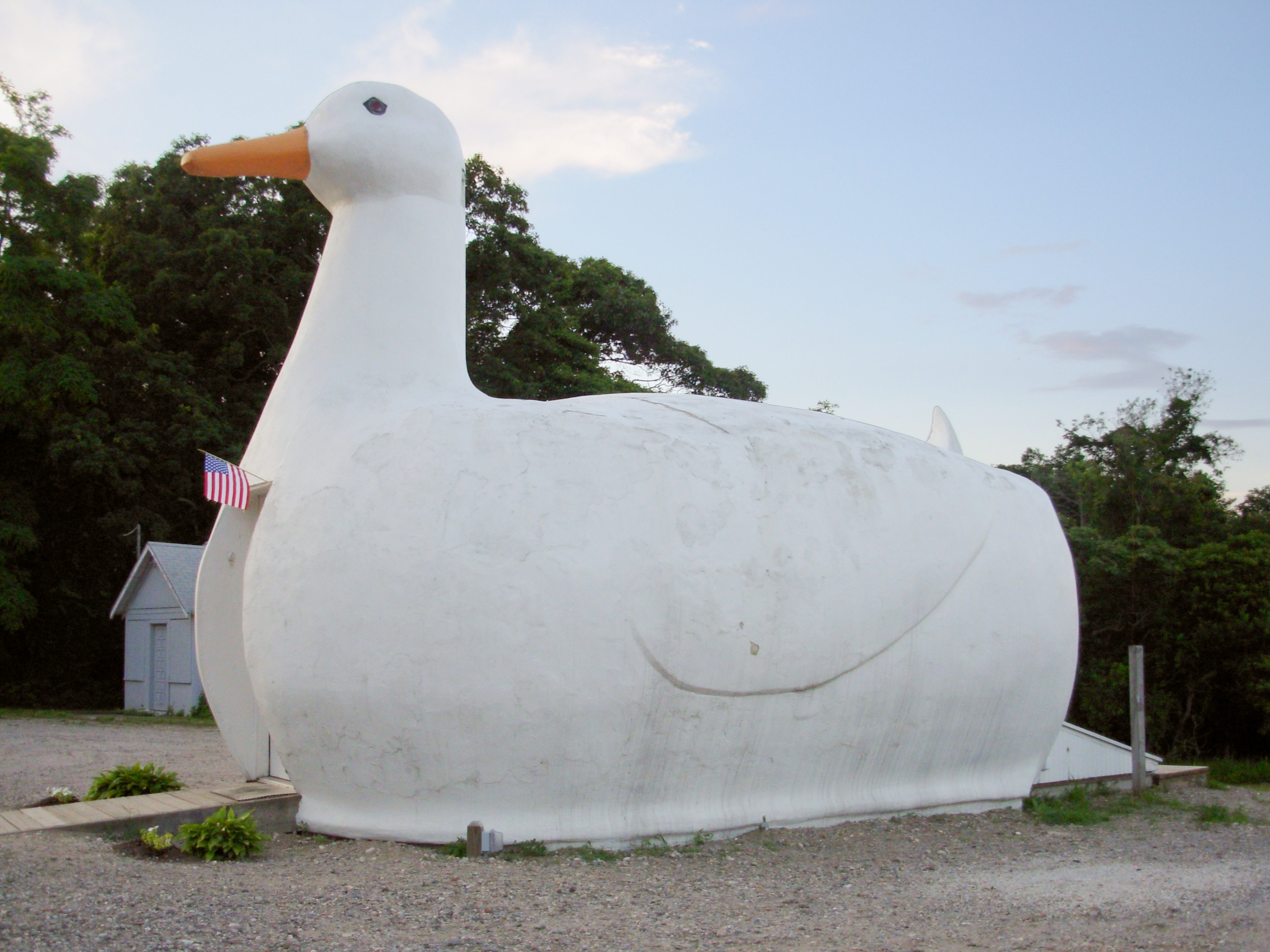
ニューヨーク州フランダースの“ビッグ・ダック”（1931年）
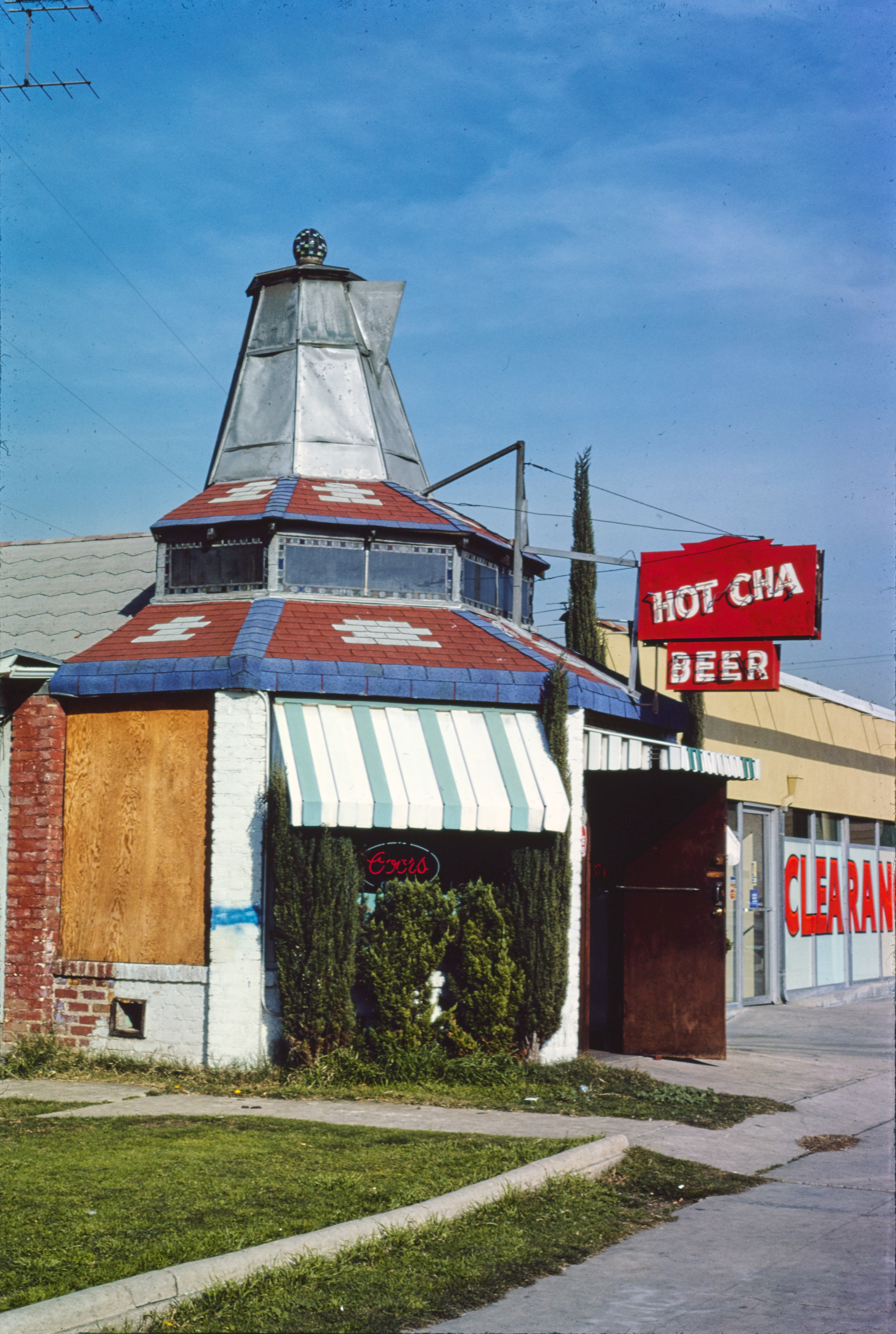
カリフォルニア州ロングビーチのHot Cha Cafe、現Koffee Pot Cafe (1932年頃)。
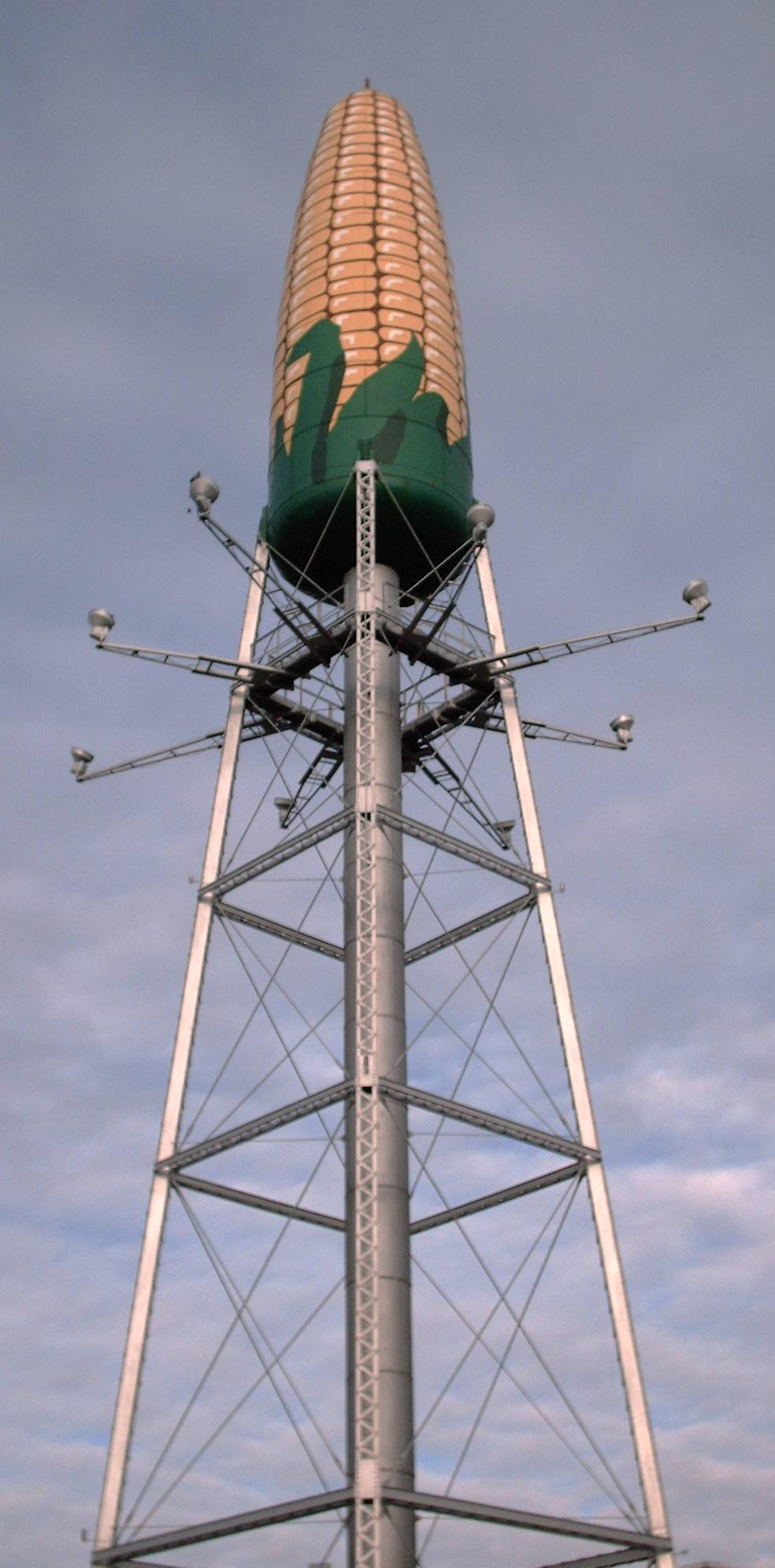
ミネソタ州ロチェスターのコーンコブ給水塔（1931年）
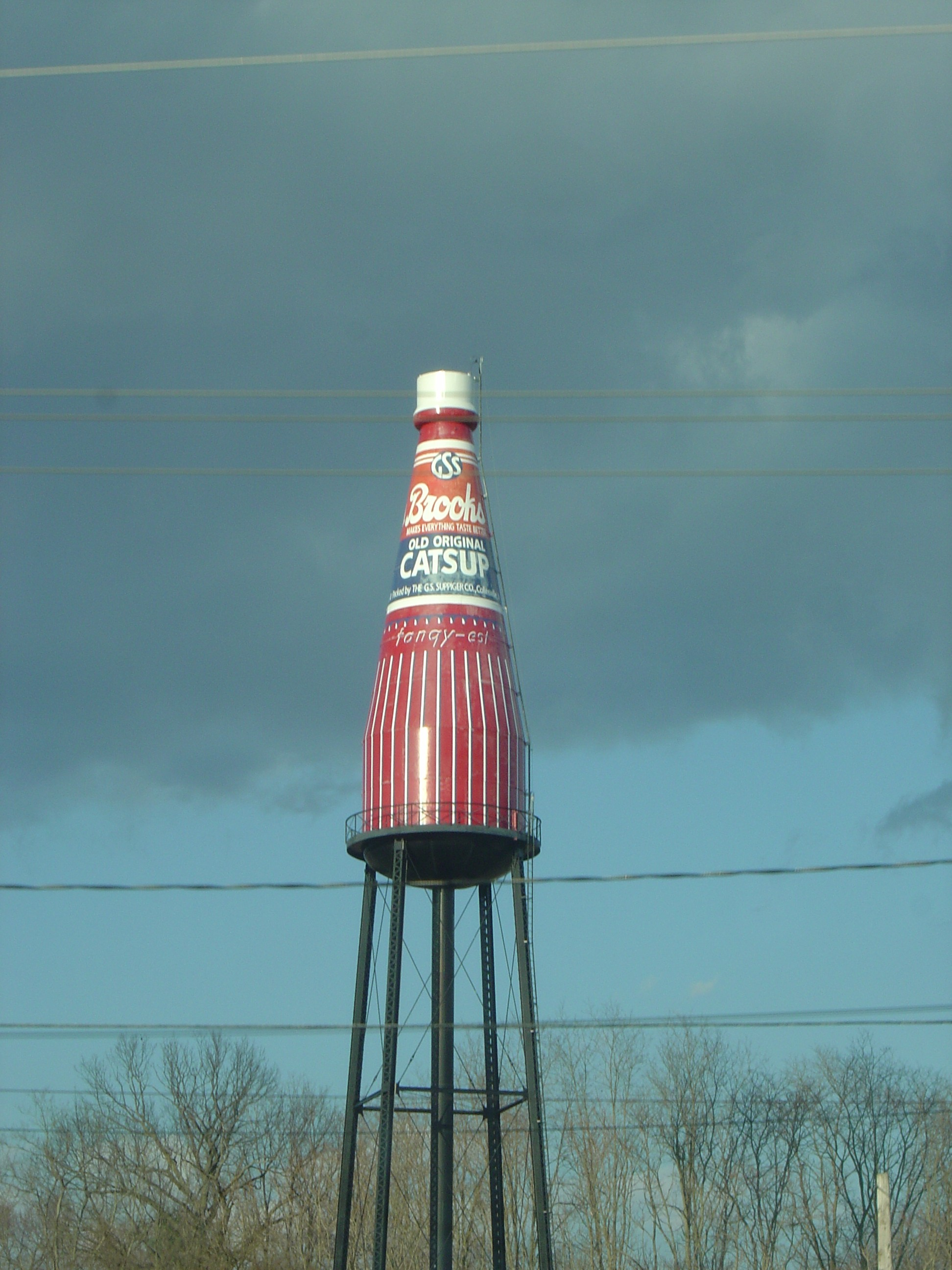
イリノイ州コリンズビルにあるブルックス・キャッツアップ・ボトル給水塔（世界最大のキャッツアップ・ボトル給水塔、1949年）
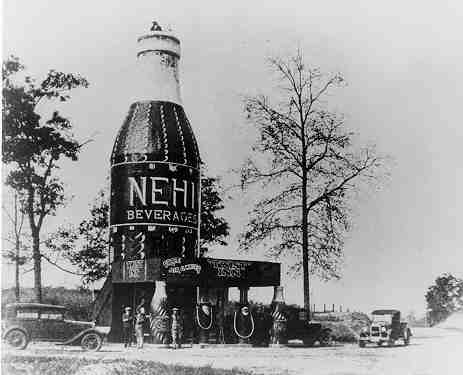
アラバマ州オーバーン近郊、「The Bottle」と呼ばれる地域にあったネヒー瓶（1933年に焼失)。高さ 64-フート  (20 m)。
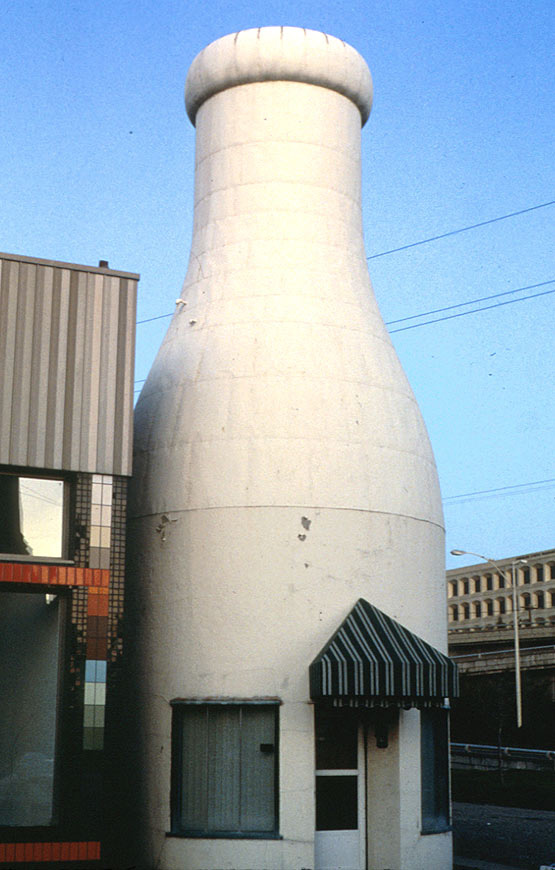
ワシントン州スポケーンのBenewah Milk Bottle。（1935年）
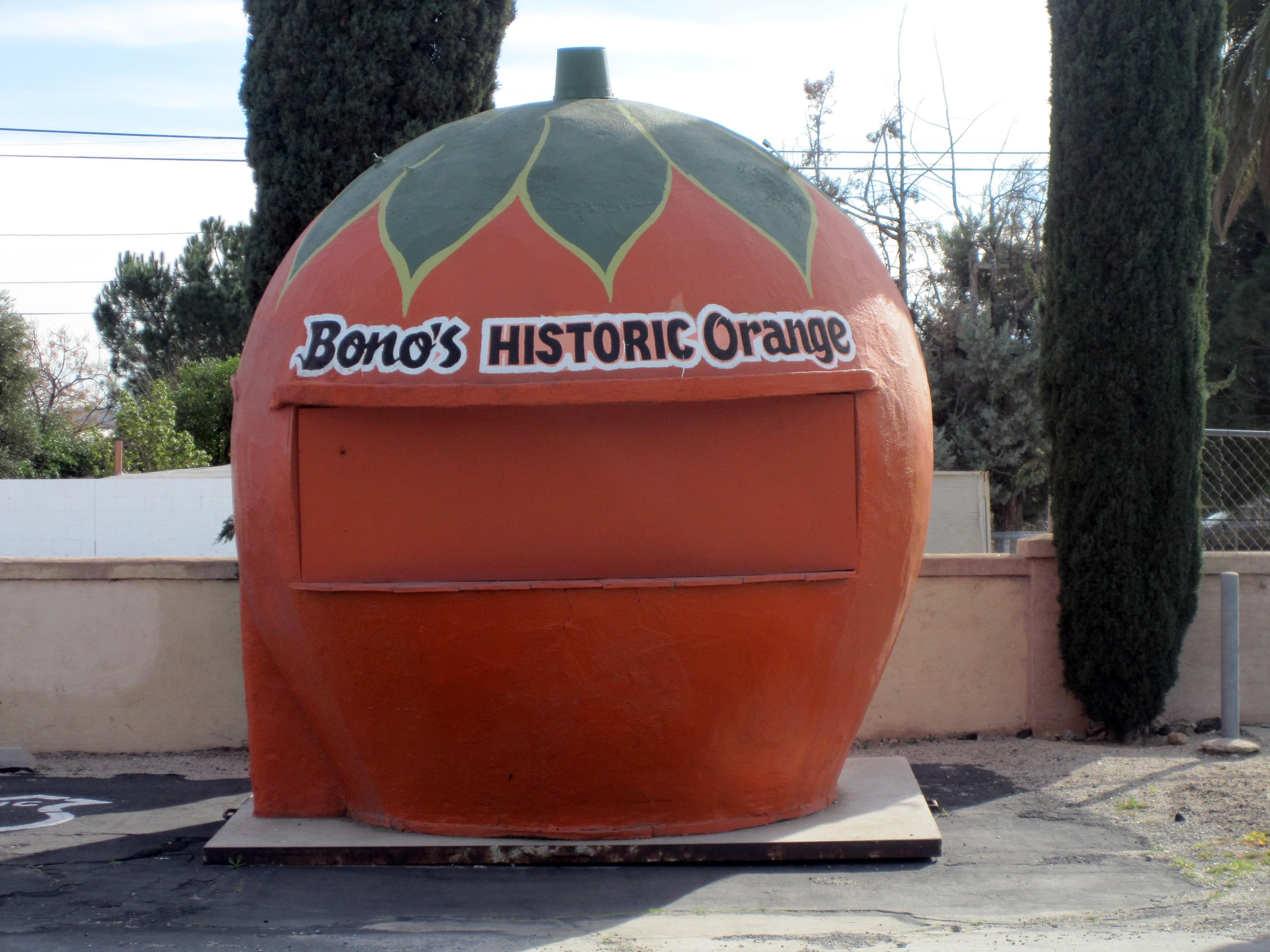
カリフォルニア州フォンタナのボノズ・オレンジ・スタンド（英語版）（1936年）; 当時冷房のない暑いドライバーにカリフォルニアオレンジジュースを売っていた
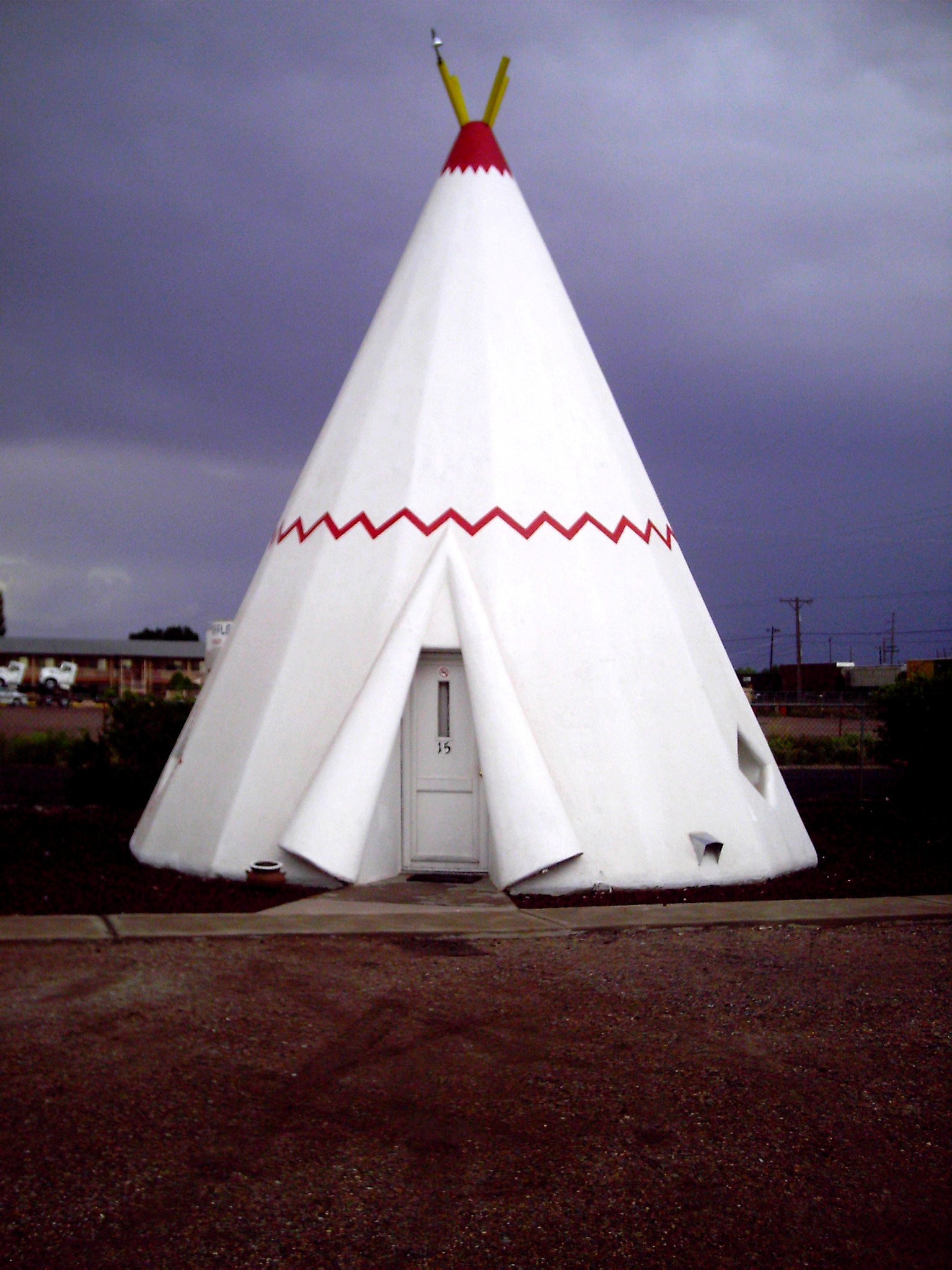
アリゾナ州ホルブルック（英語版）の、ウィグワム・モーテル（英語版）
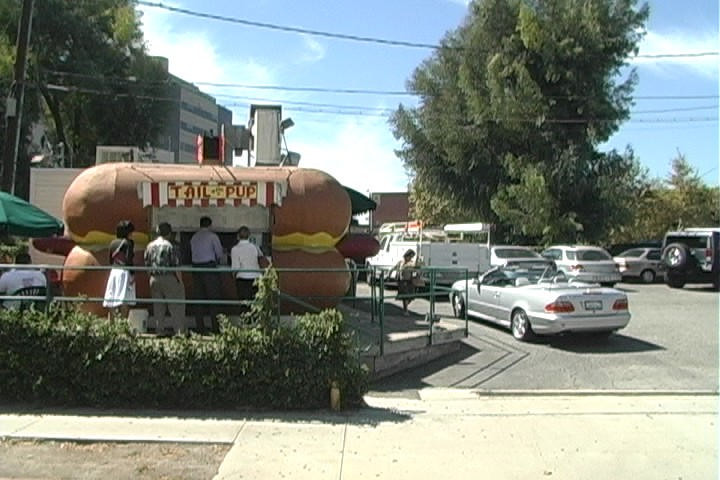
カリフォルニア州ロサンゼルス大都市圏のホットドッグスタンド、テイル・オー・ザ・パップ（英語版）[5]。
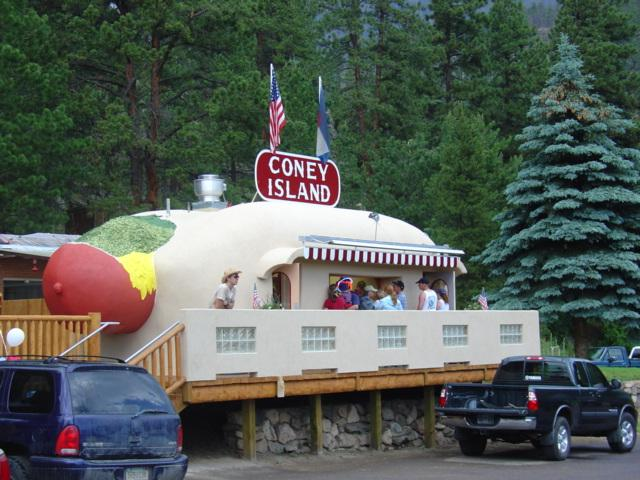
コロラド州ベイリーのコニーアイランド・ホットドッグスタンド（1966年）
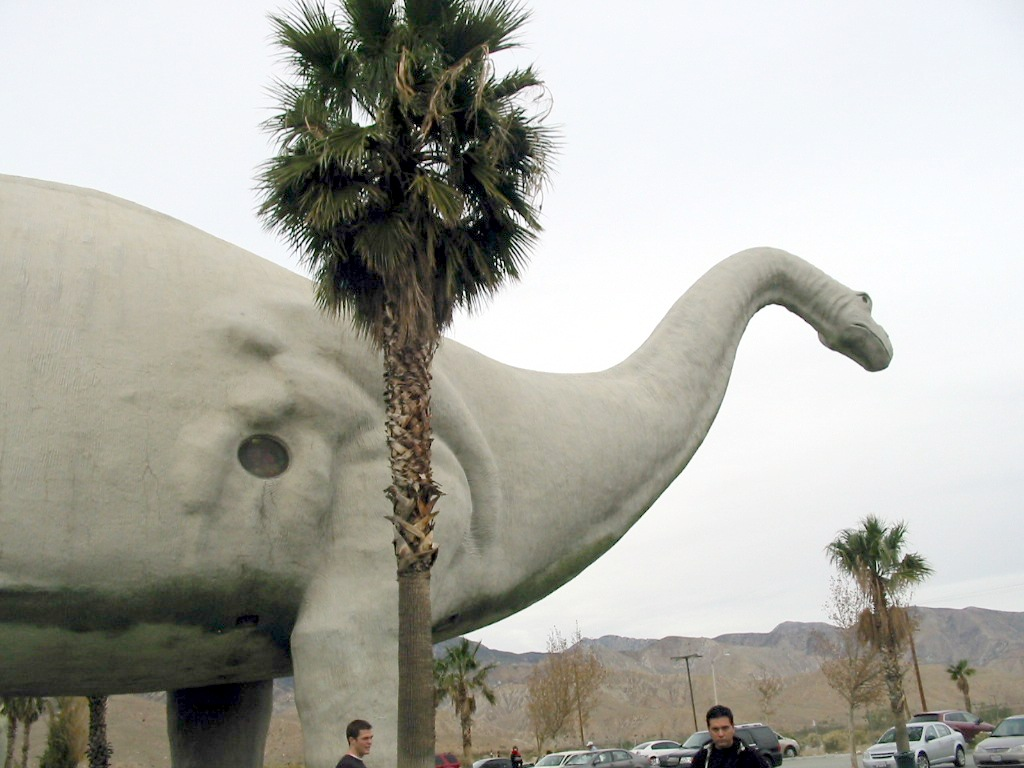
カリフォルニア州カバゾン（英語版）のカバゾン・ダイナソーにて。
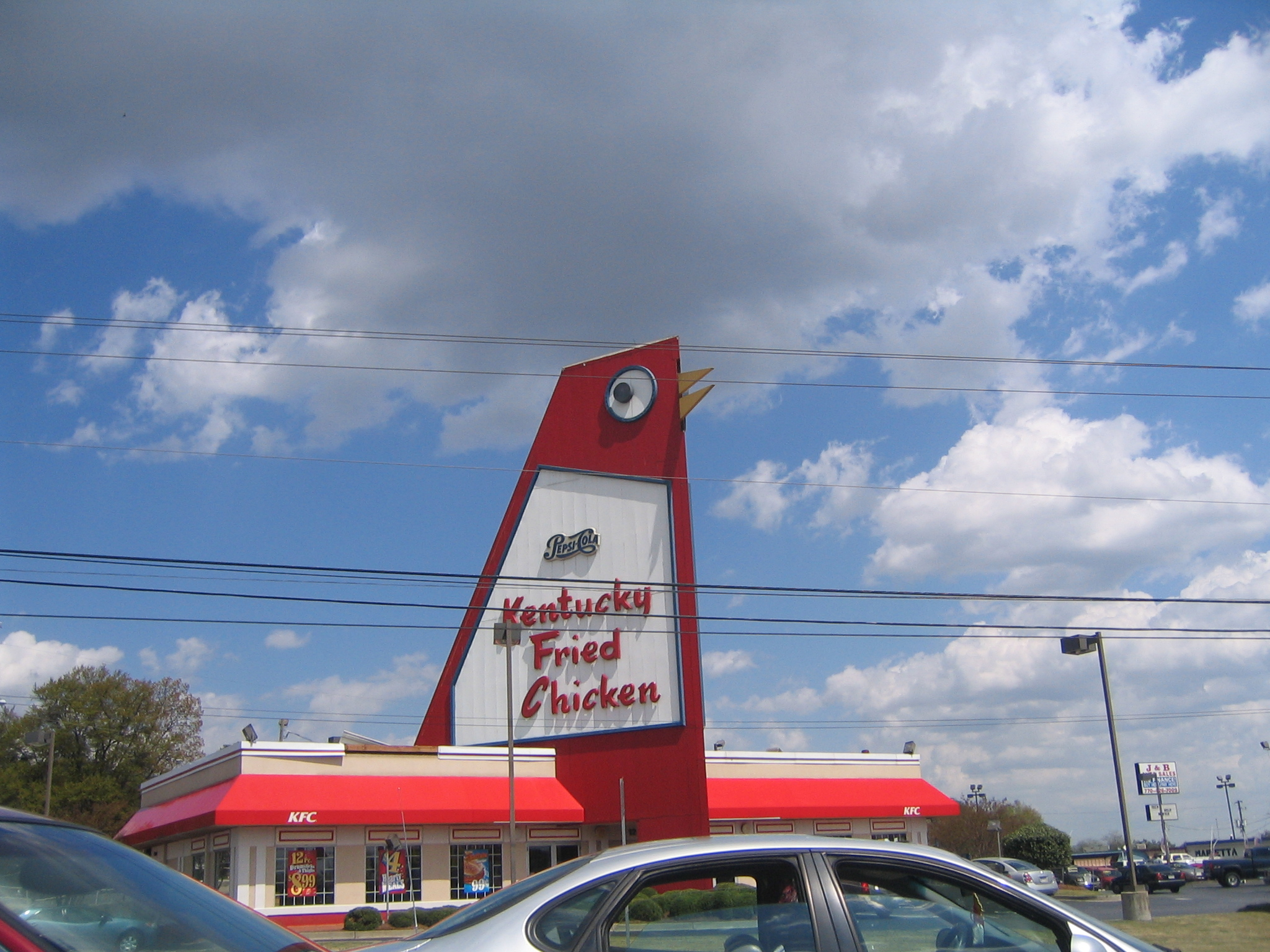
ジョージア州マリエッタの“ビッグチキン”
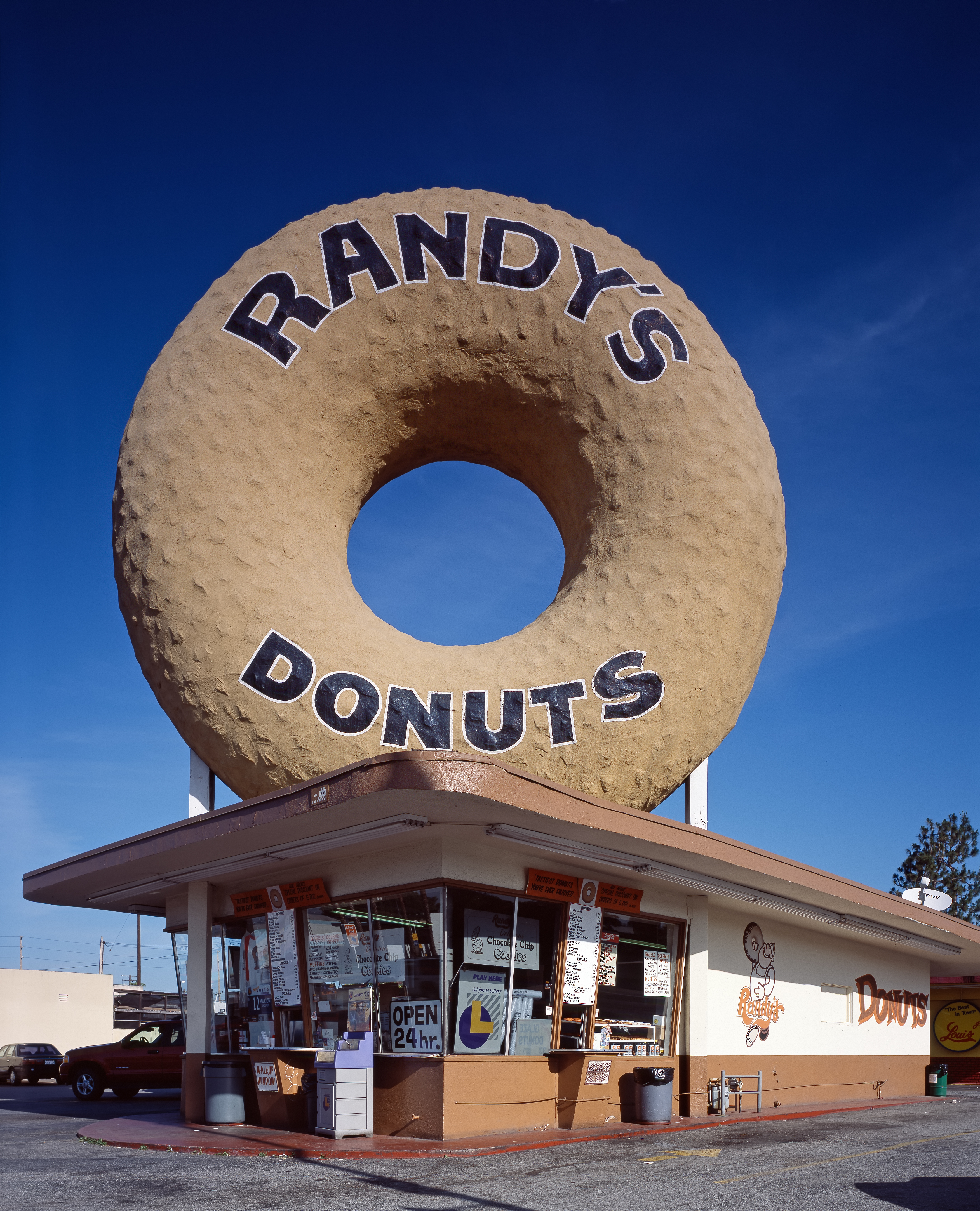
カリフォルニア州イングルウッドのランディーズドーナツ（1953年）
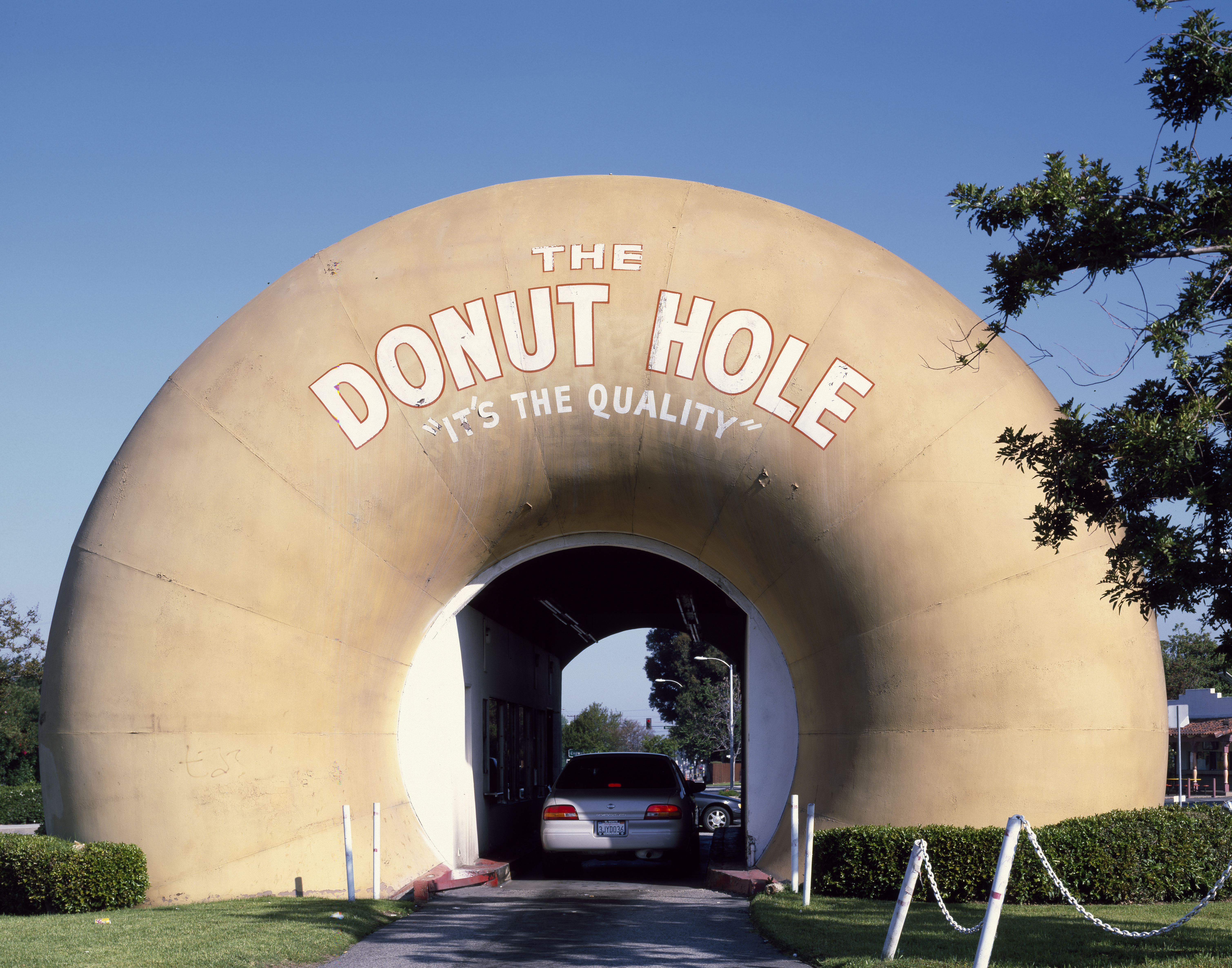
カリフォルニア州ラプエンテのザ・ドーナツ・ホール
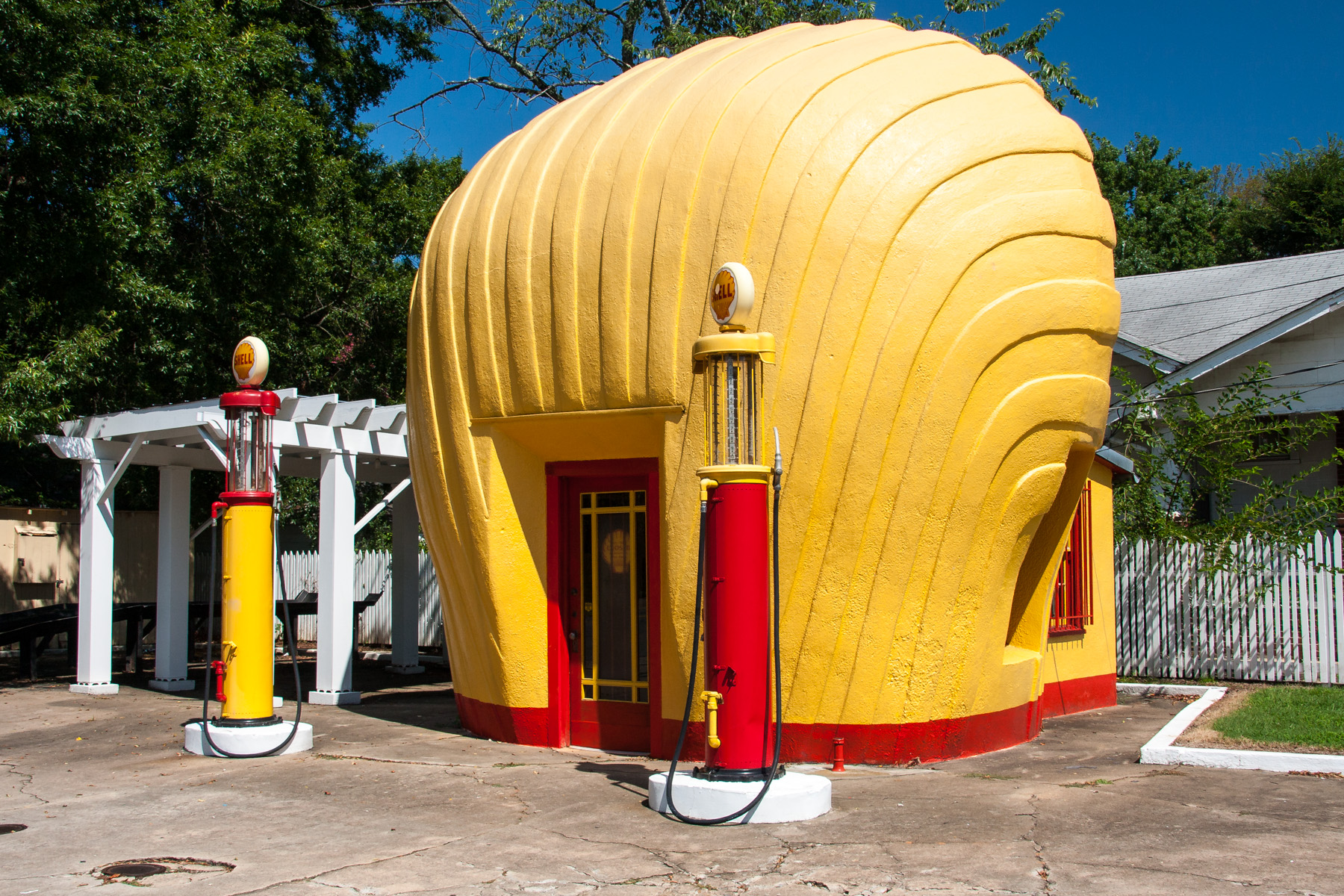
シェル・サービス・ステーション（ノースカロライナ州ウィンストン・セーラム）
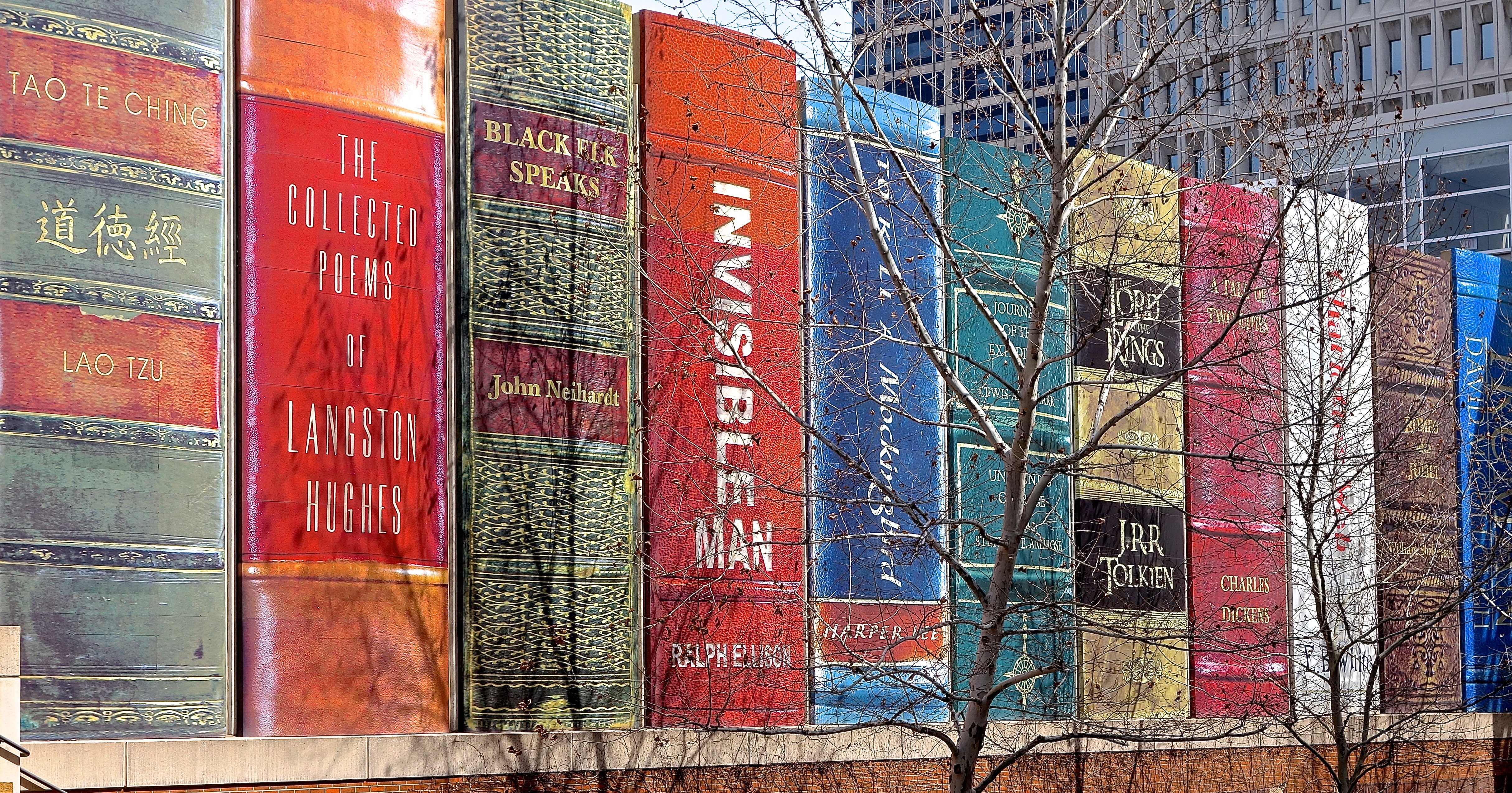
カンザスシティ公共図書館の駐車場（2004年）[5]。
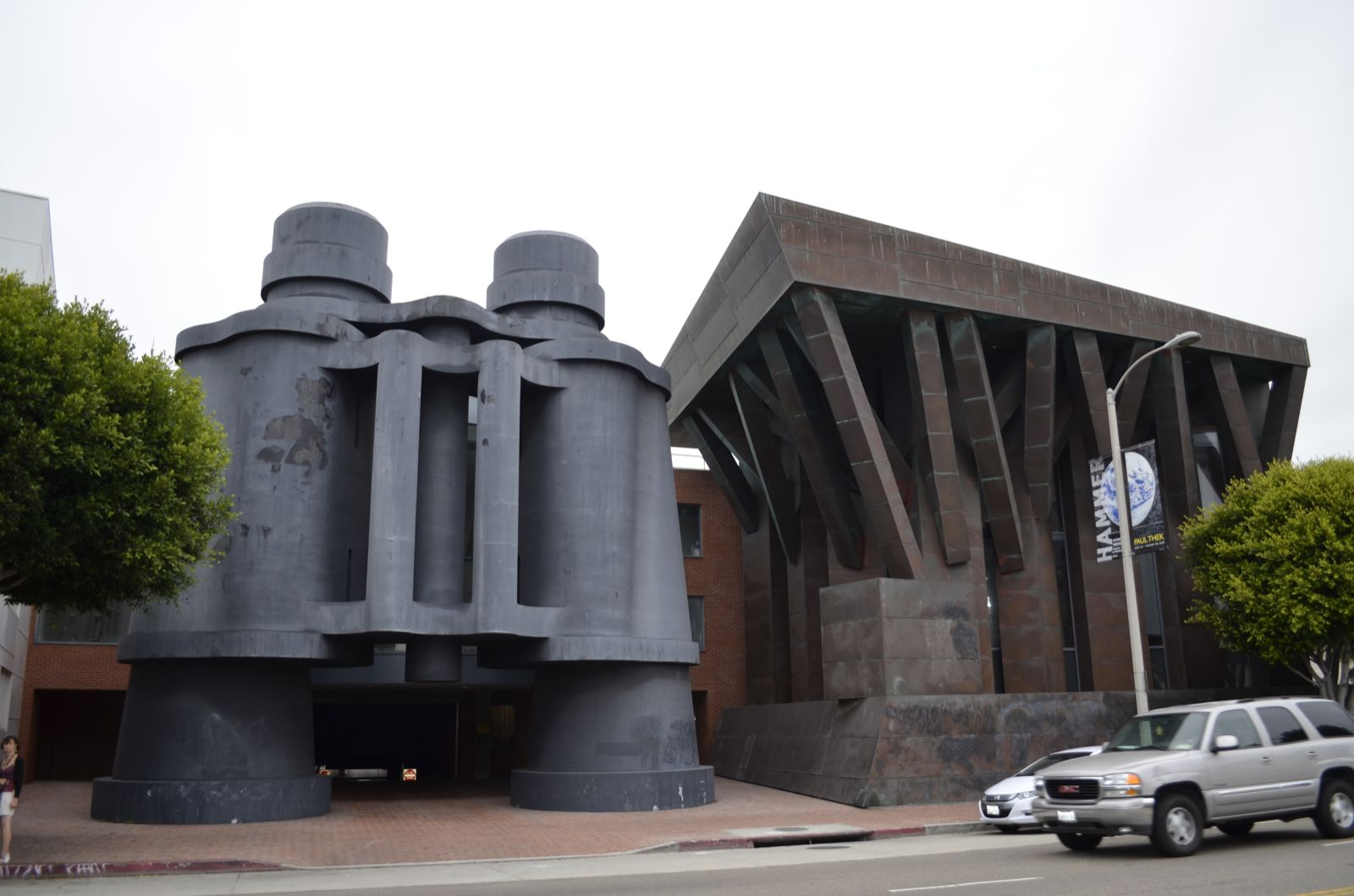
カリフォルニア州ロサンゼルス（ベニス）にあるフランク・ゲーリーによるキアット/デイ・ビルディング（1991年）。
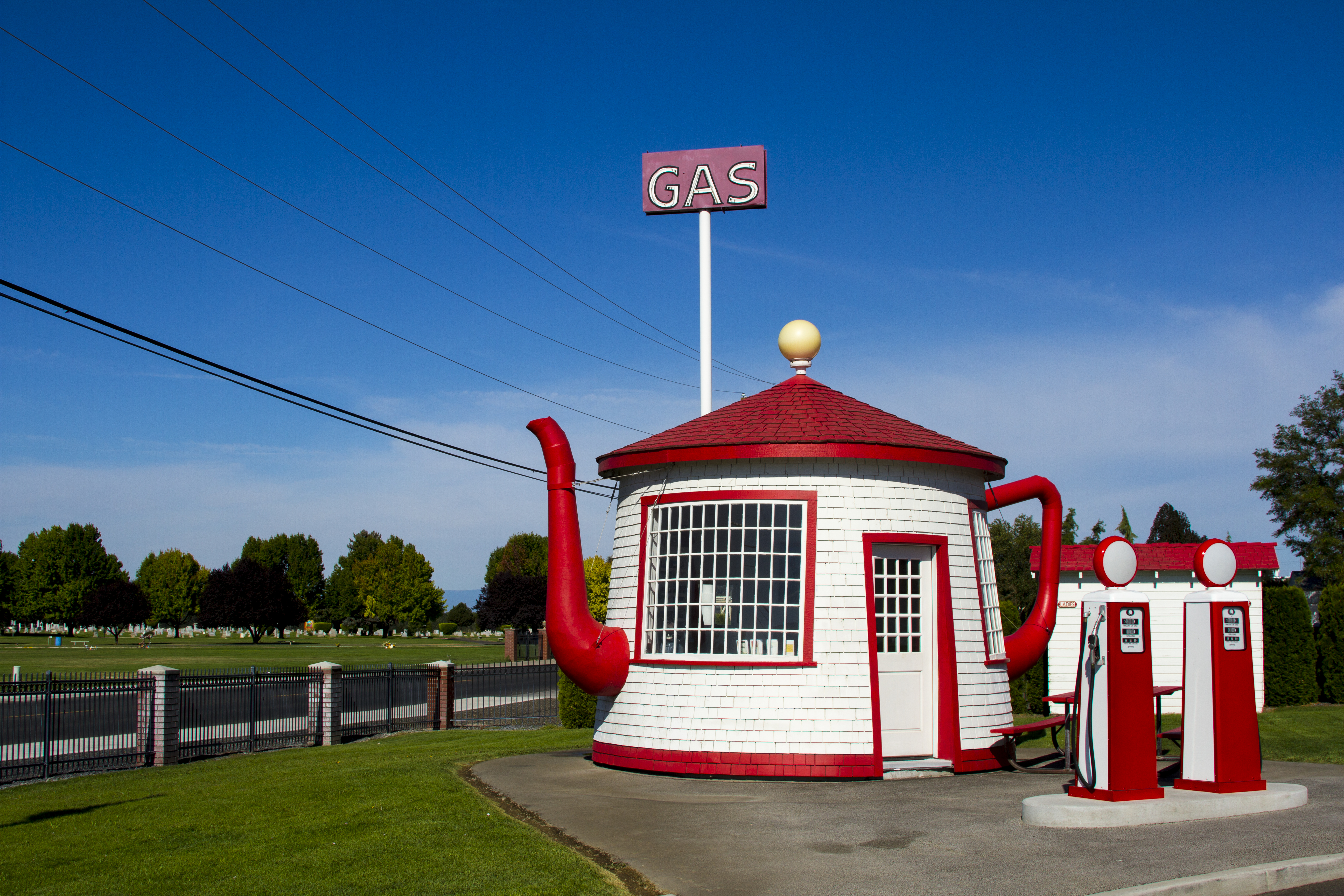
ワシントン州ジラーにあるティーポット・ドーム・サービスステーション
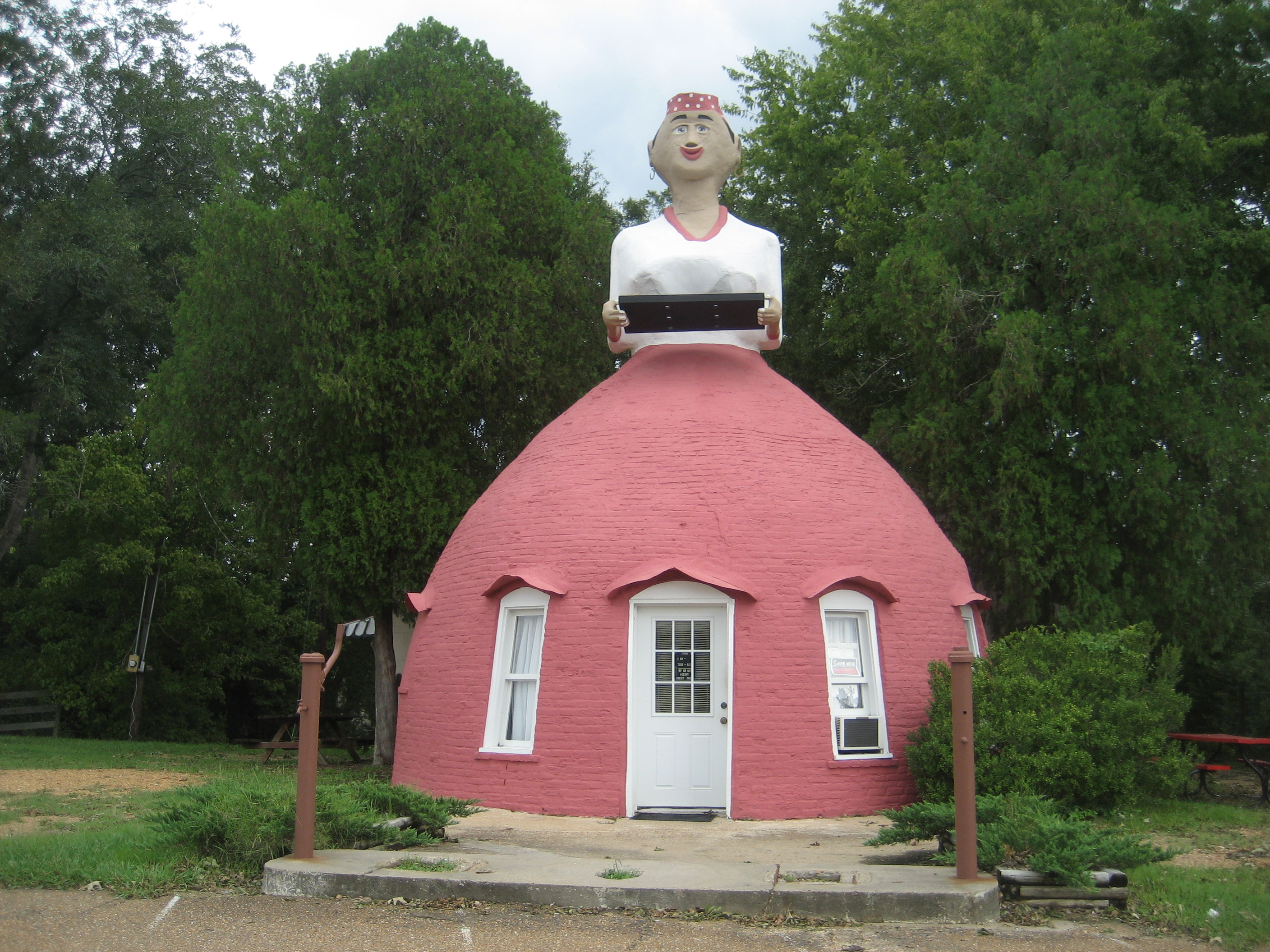
「マミーズ・カップボード」レストラン、ミシシッピ州アダムス郡（1940年）
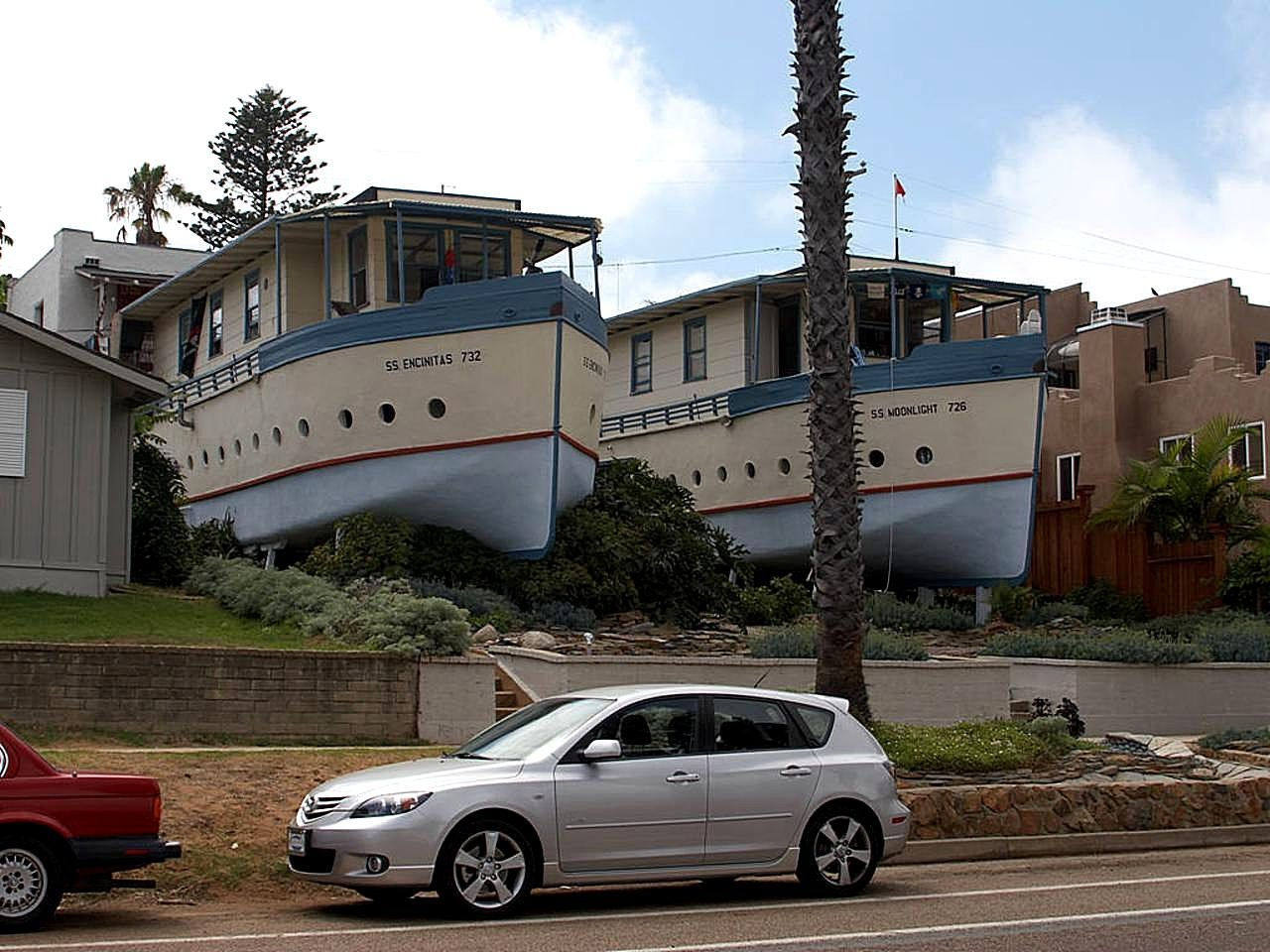
Encinitas Boathouses、カリフォルニア州エンシニータス
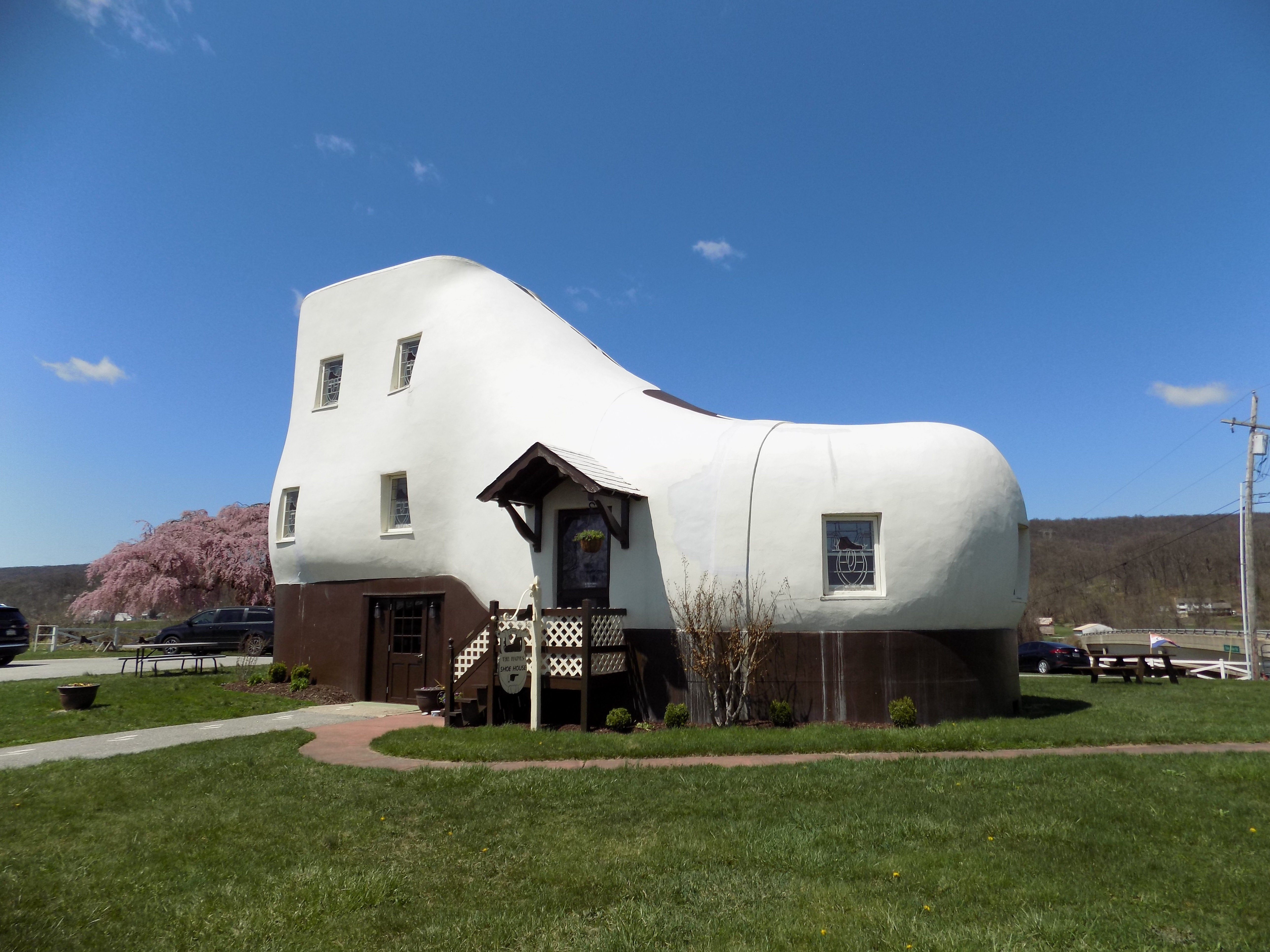
ペンシルバニア州のヘインズ・シュー・ハウス（英語版）
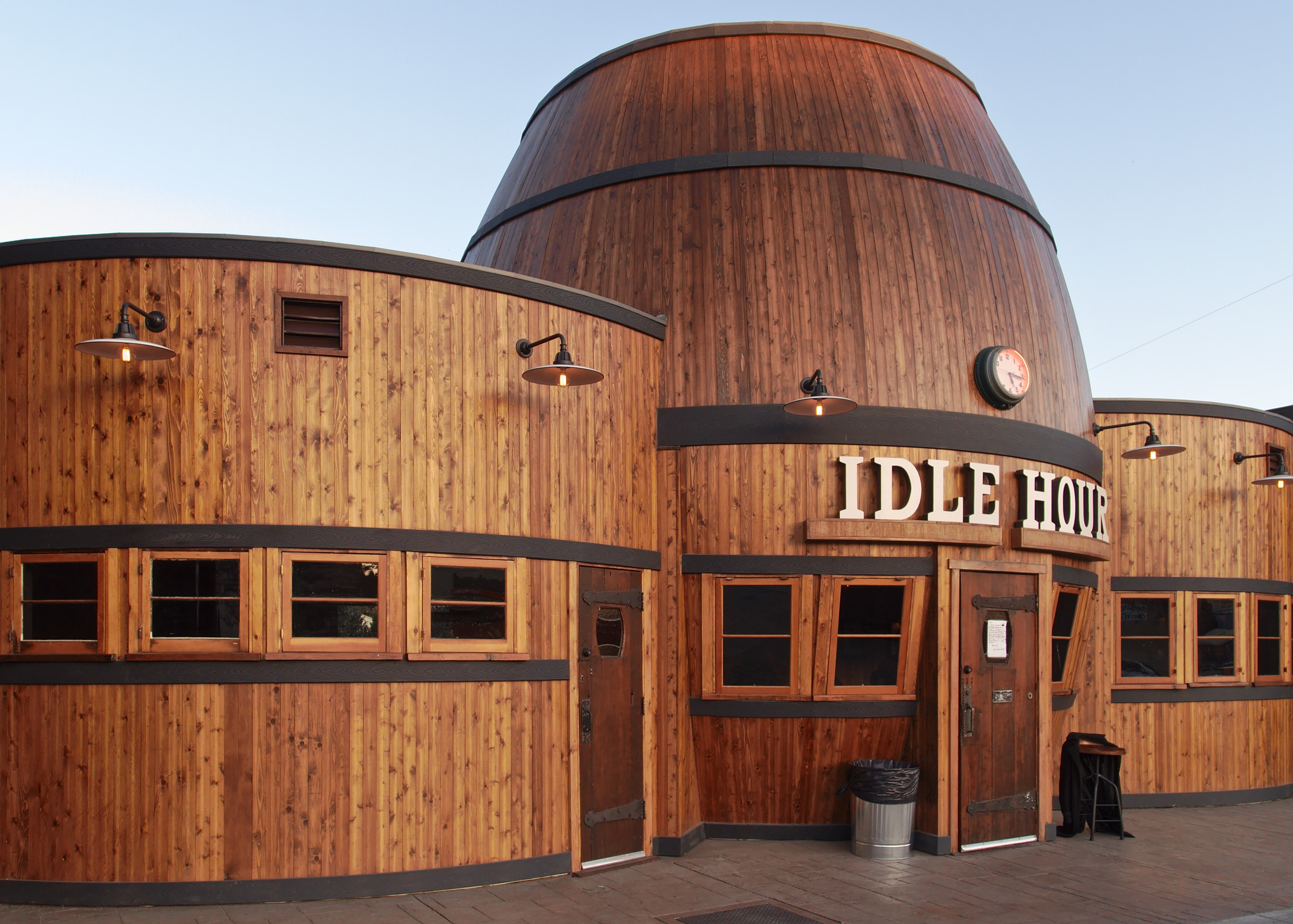
カリフォルニア州ノースハリウッド（英語版）のThe Idle Hour（1941年）[2]。

### 像

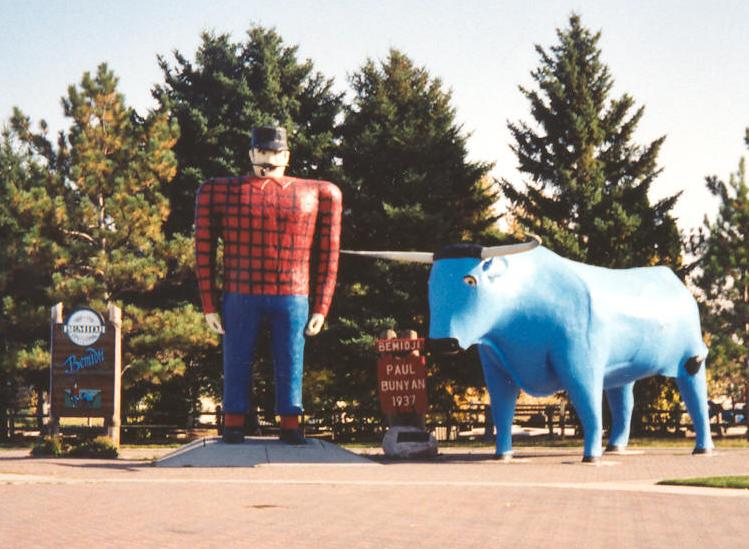
ポール・バニヤンとベイブ・ザ・ブルー・オックス、米国ミネソタ州ベミジにて (1936年)
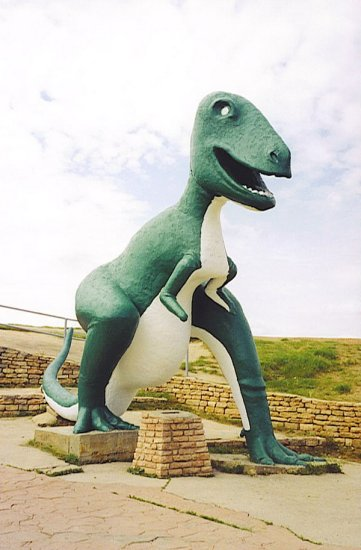
サウスダコタ州ラピッドシティにあるティラノサウルス・レックスの彫刻 (1936年)
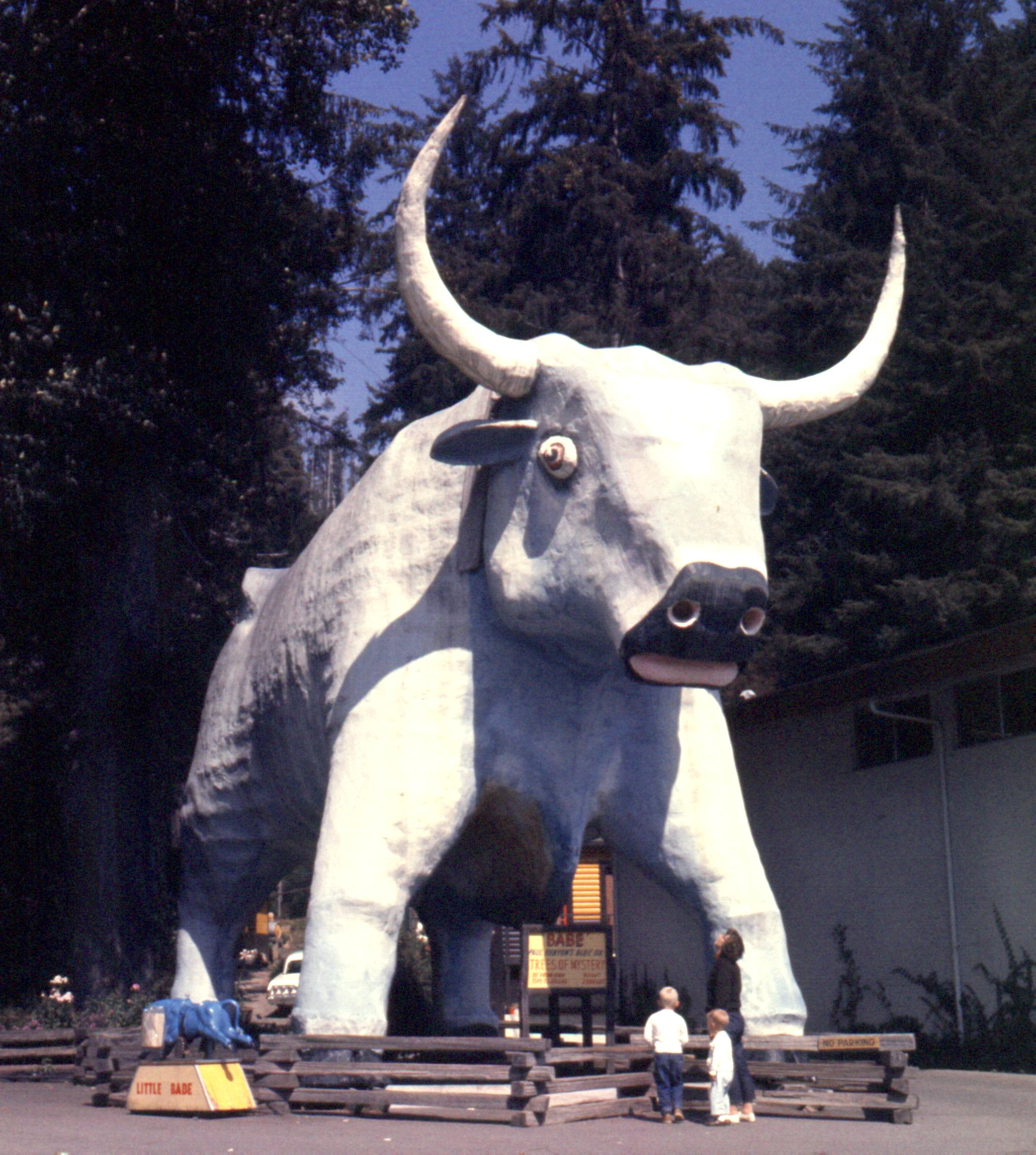
アメリカ、カリフォルニア州クラマスのTrees of Mysteryにあるブルーオックスのベイブ (1949年)
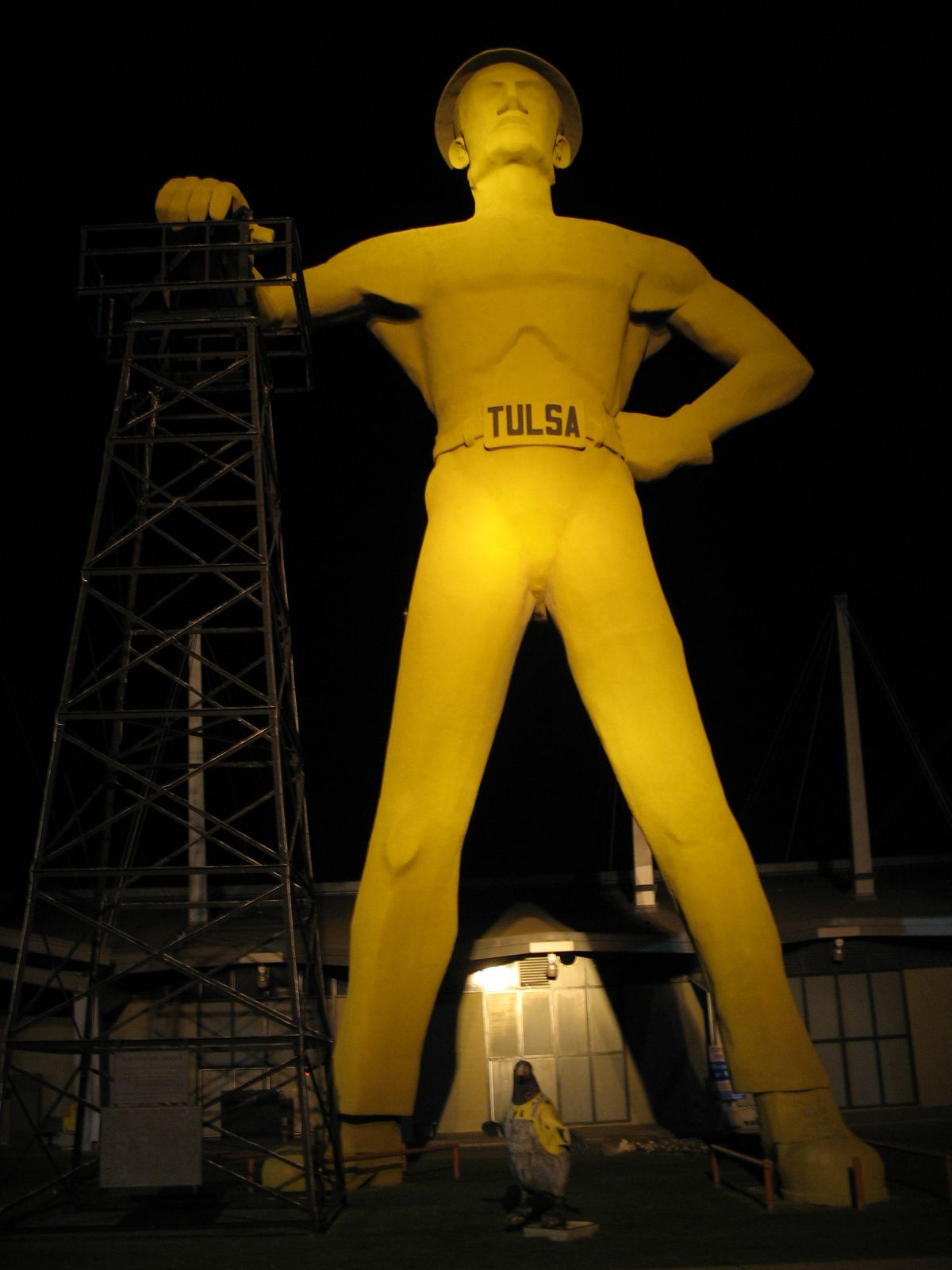
オクラホマ州タルサのゴールデン・ドリラー像（1953年）
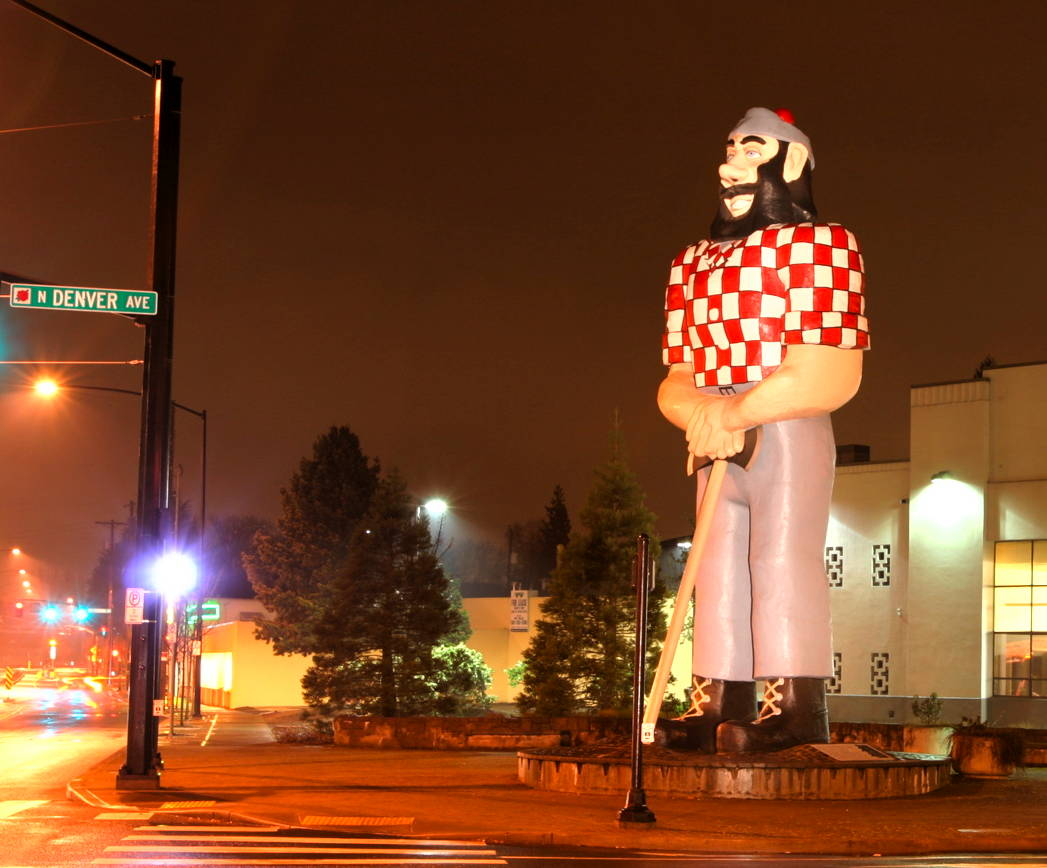
オレゴン州ポートランドにあるポール・バニヤン像（1959年）
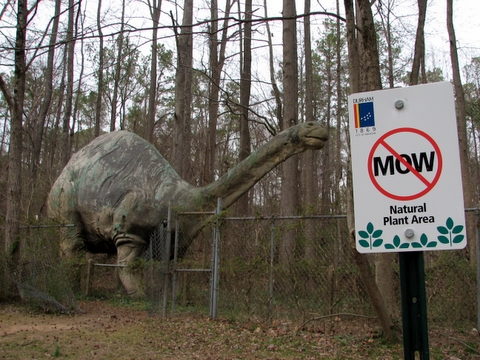
アメリカ、ノースカロライナ州ダーラムのノースカロライナ生命科学博物館にあるアパトサウルス像（1967年）
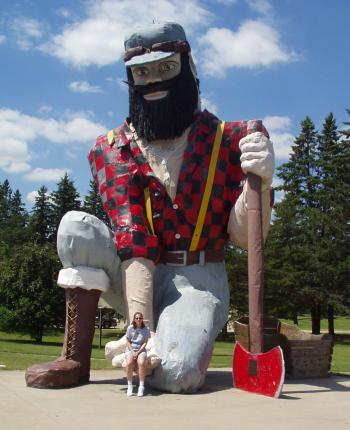
ポール・バニヤン像（アメリカ、ミネソタ州アケレーにて）
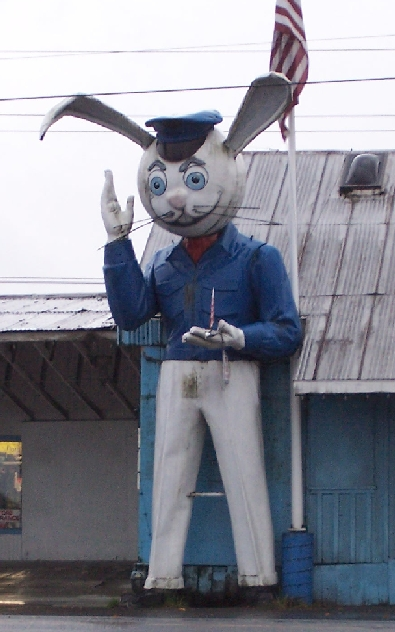
アメリカ、オレゴン州アロハにあるハーヴィーマリーンのハーヴィー像
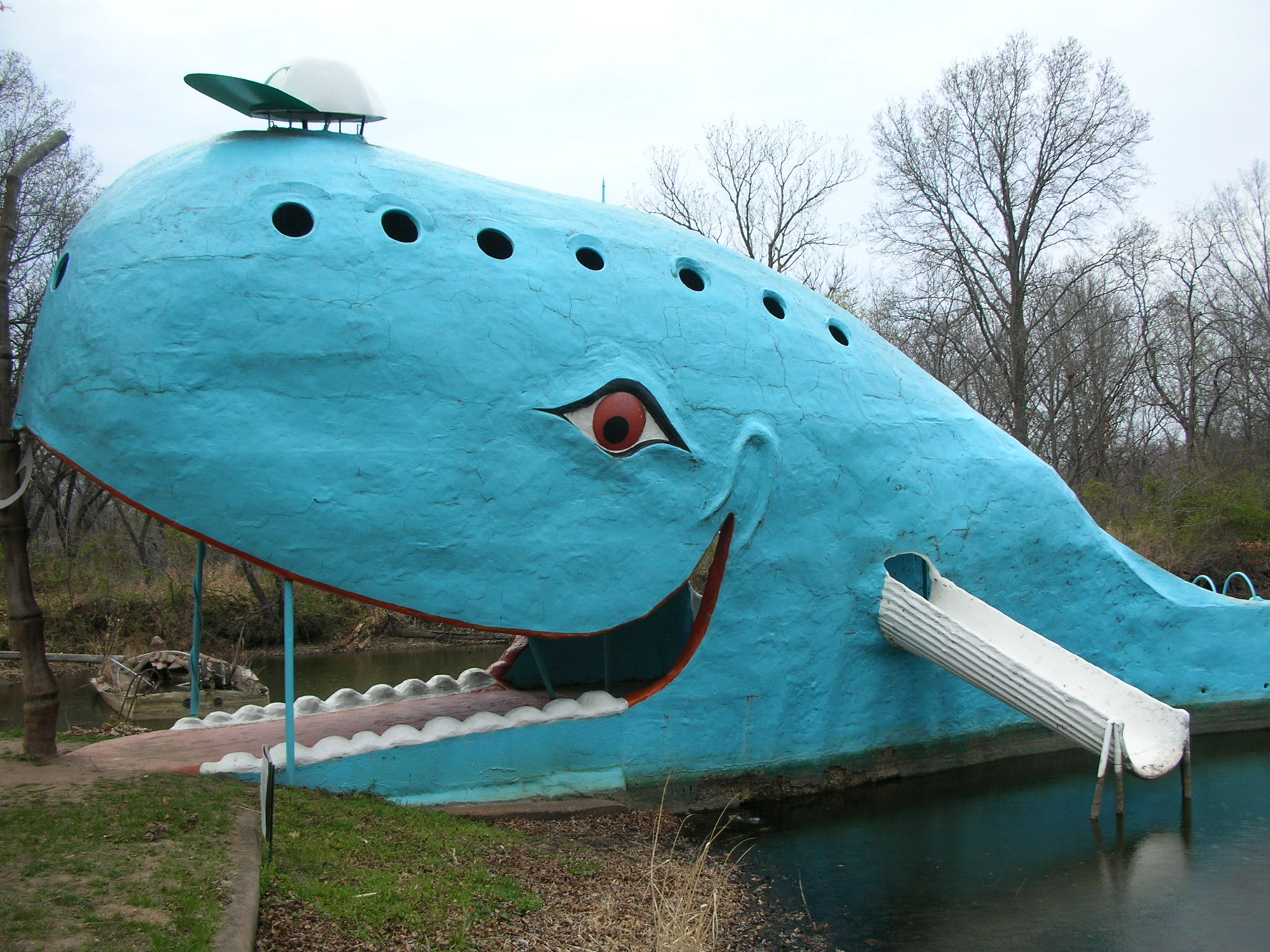
カトーサのシロナガスクジラ（オクラホマ州カトーサ、アメリカ)
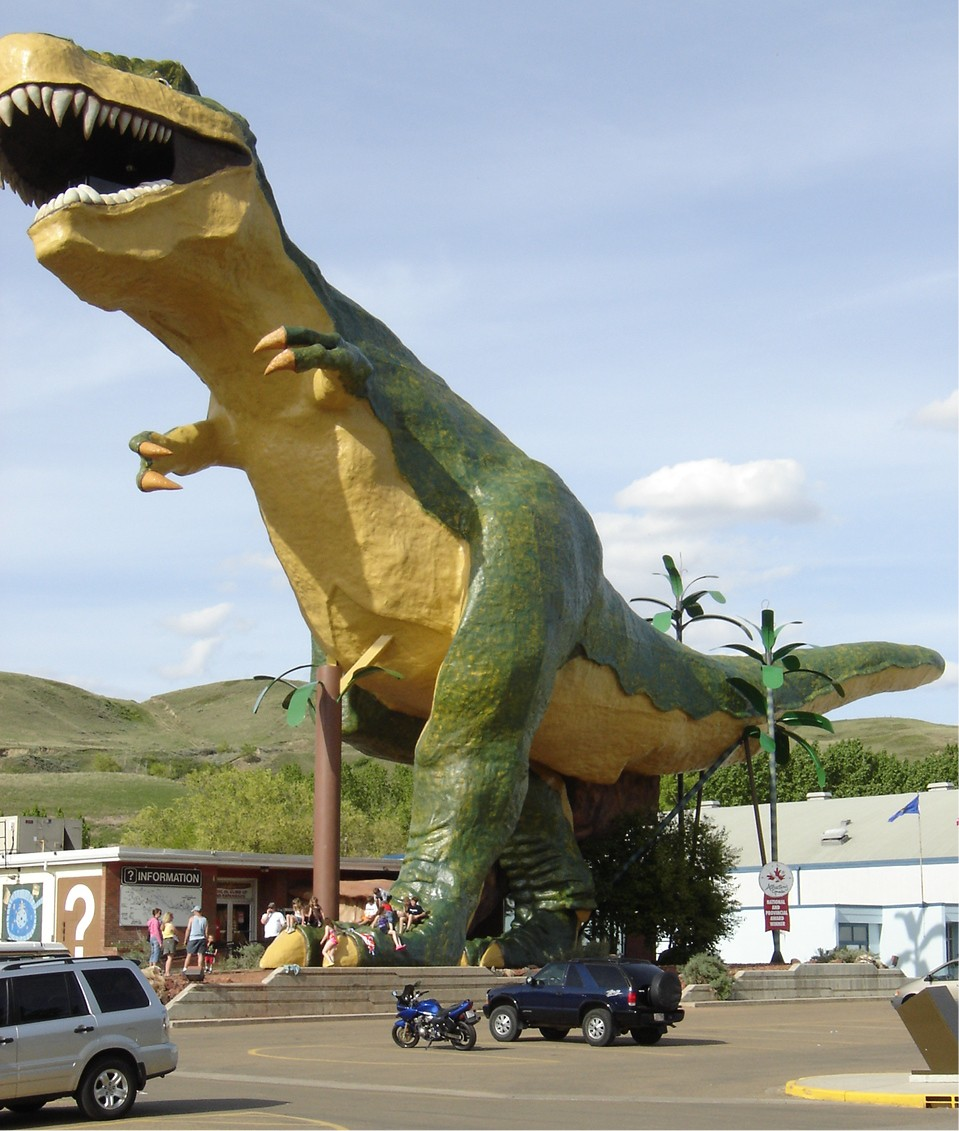
カナダ、アルバータ州ドラムヘラーの世界最大の恐竜(2000)
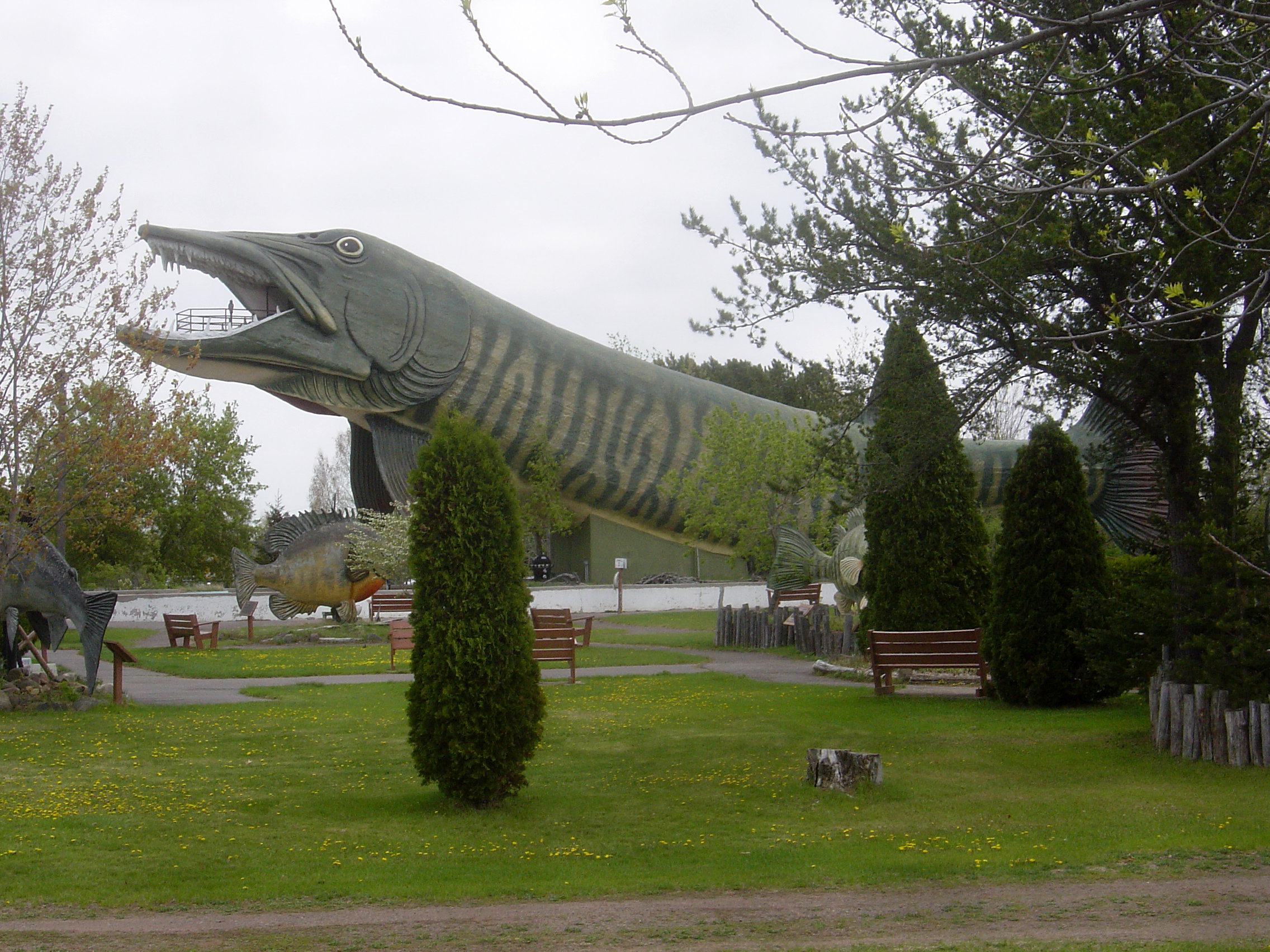
アメリカ、ウィスコンシン州ヘイワードの世界最大のマスケルンジ（National Freshwater Fishing Hall of Fameにて）。
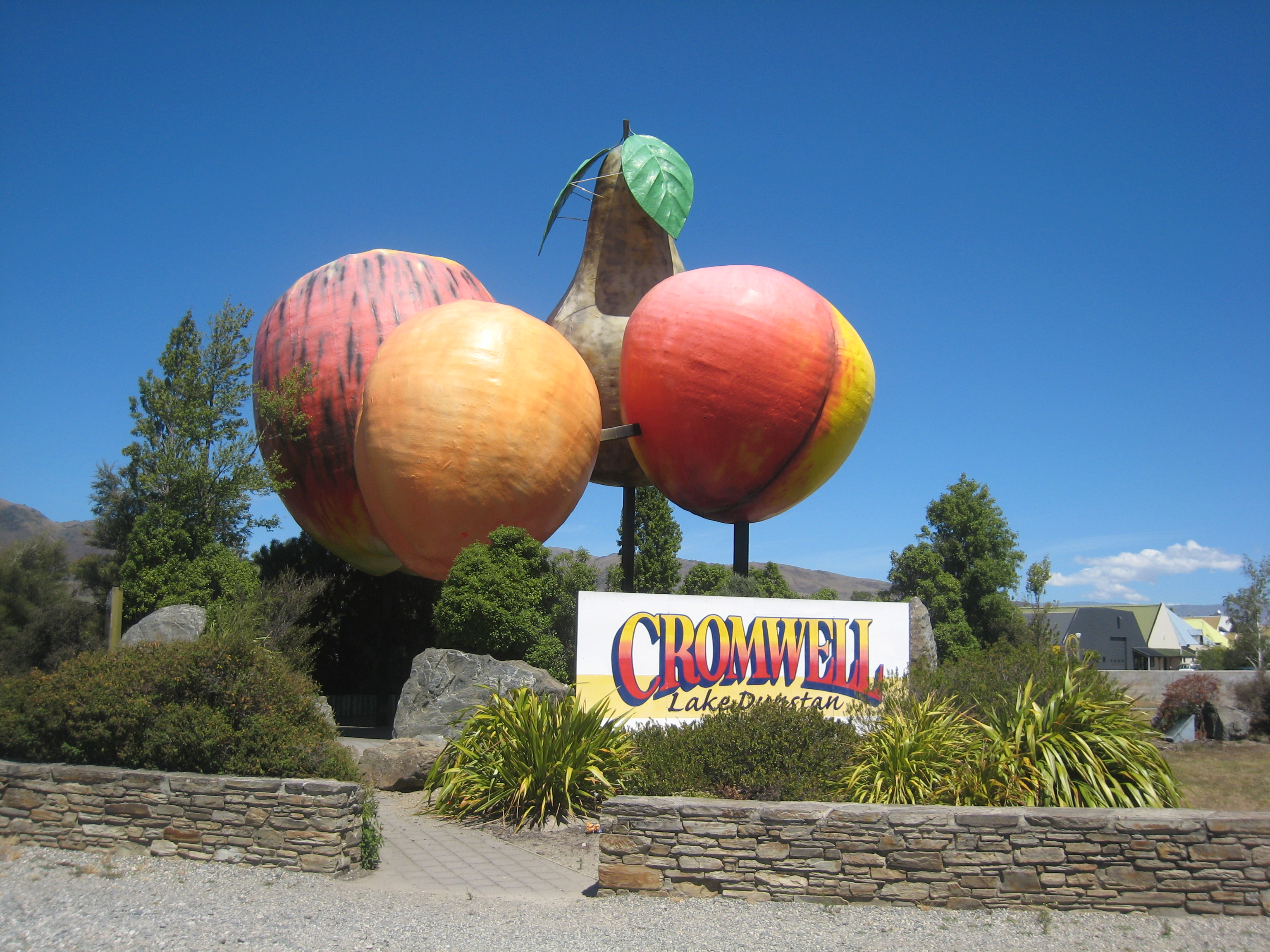
ニュージーランド、セントラルオタゴ、クロムウェル郊外の大きな果物
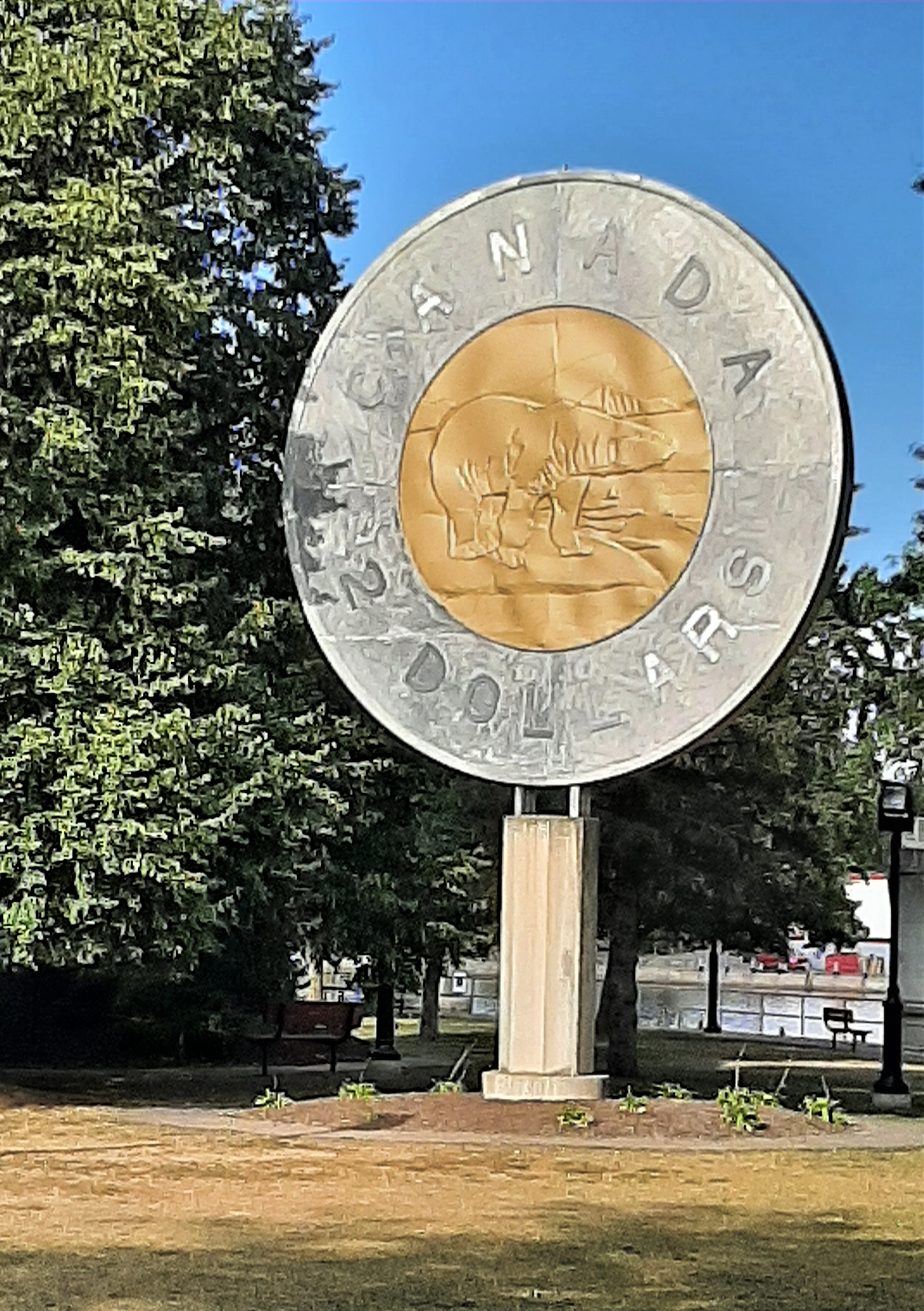
巨大なカナダの2ドル硬貨。カナダ、オンタリオ州、キャンベルフォードのモニュメント